# Épave de Mahdia

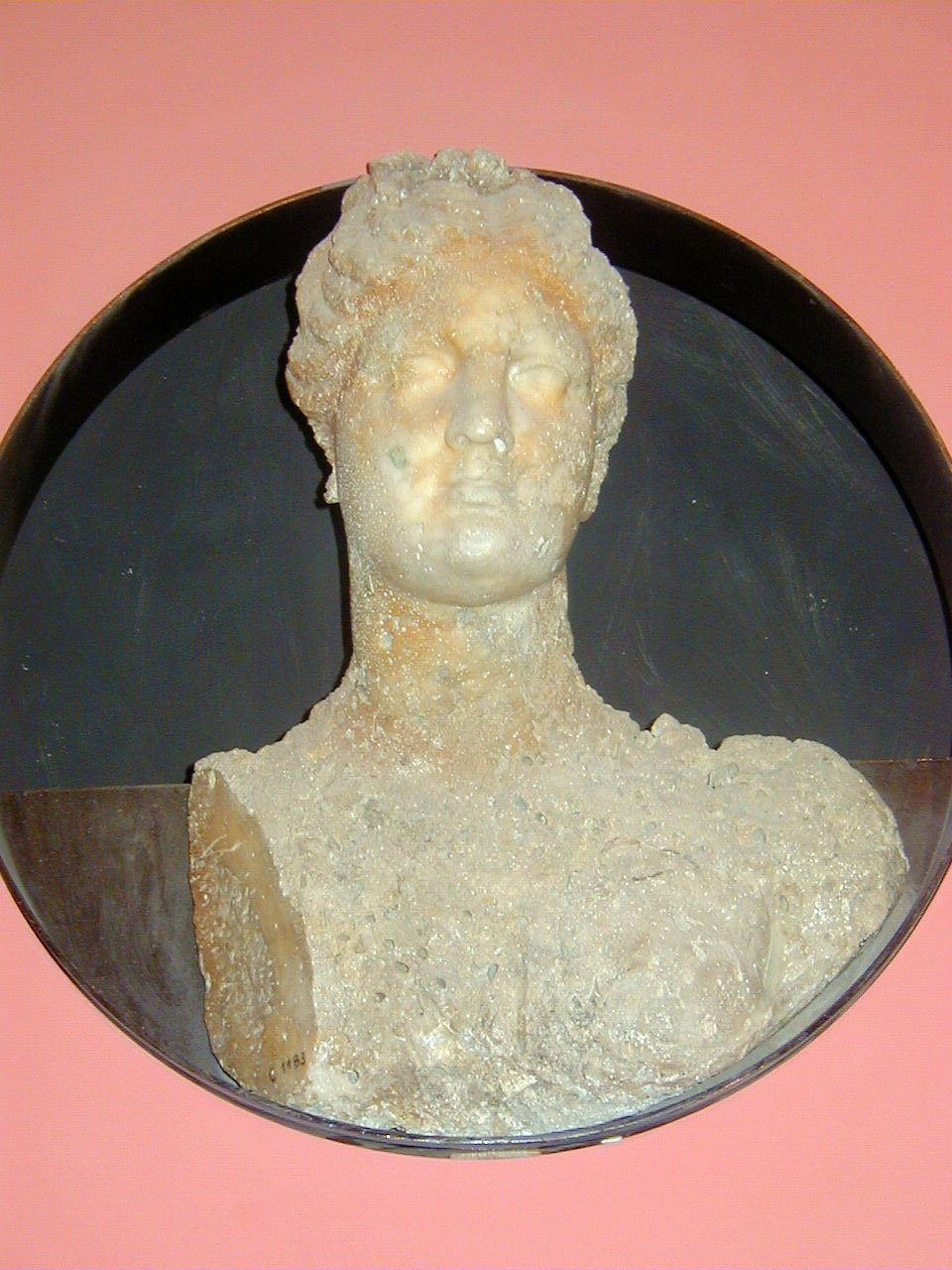
Buste d'Aphrodite en marbre.

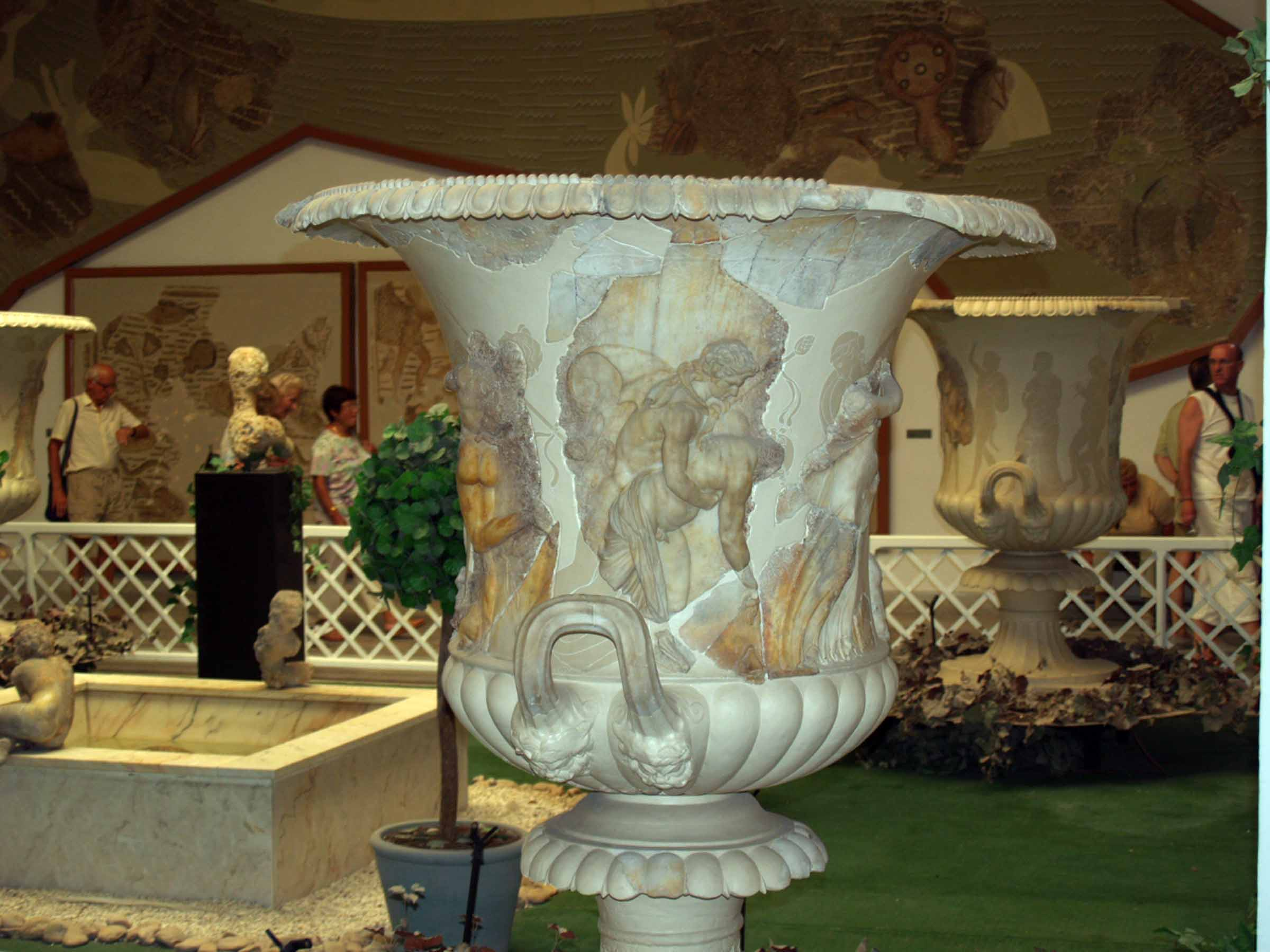
Vue du jardin des cratères au musée du Bardo, avec au premier plan l'un des cratères restaurés au début du XX.

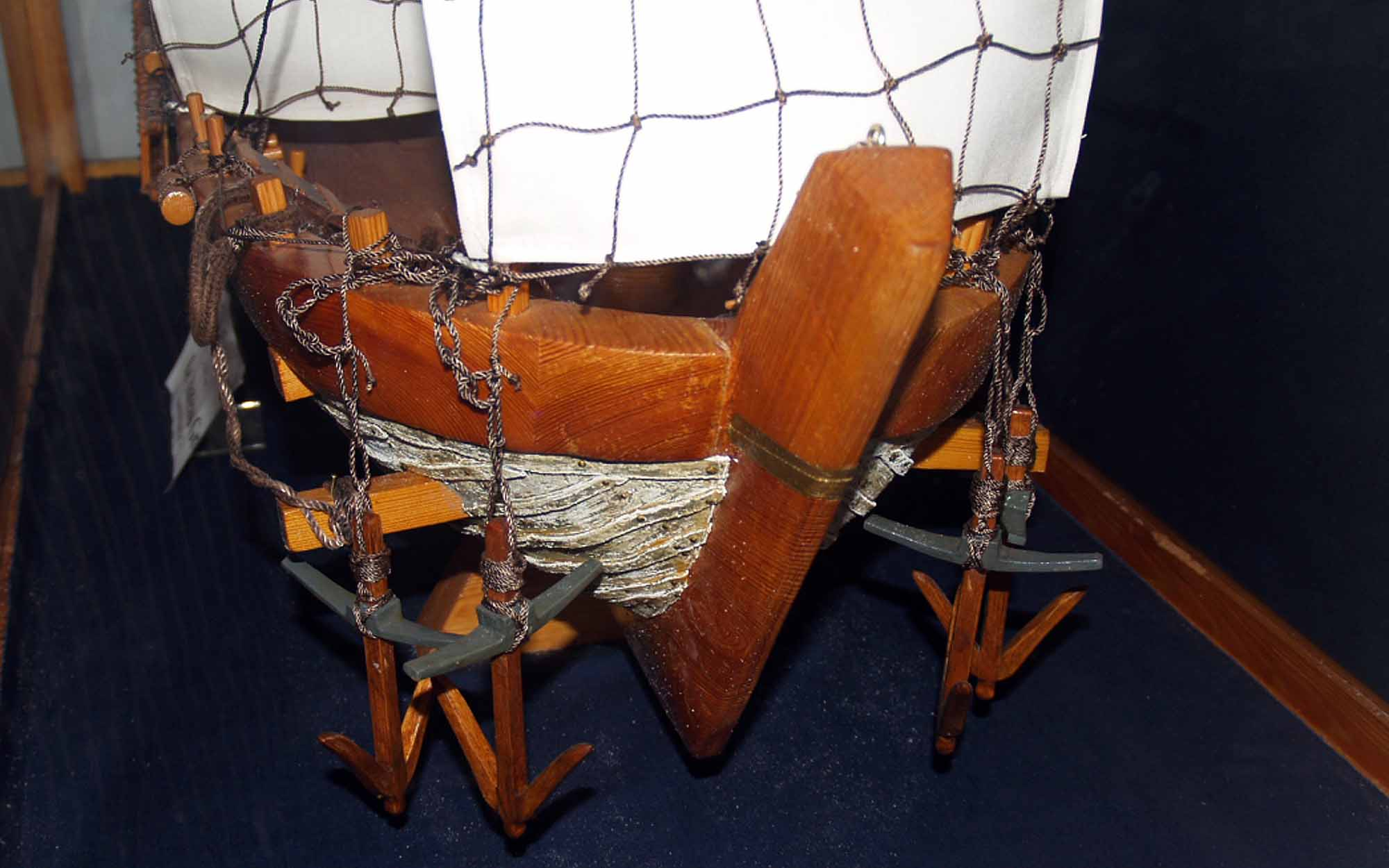
Partie avant de la maquette du navire reconstituée au musée du Bardo.

Vous lisez un « article de qualité » labellisé en 2010.
L'épave de Mahdia est un site archéologique sous-marin découvert à environ cinq kilomètres au large de la ville tunisienne de Mahdia, à mi-distance des sites archéologiques de Thapsus et Sullecthum.
Le site abrite un navire marchand grec échoué à la suite d'une tempête survenue au Ier siècle av. J.-C. Ce dernier renfermait un riche chargement d'œuvres d'art et d'éléments architecturaux dont l'ensemble a posé de nombreuses questions aux chercheurs depuis sa découverte : outre de nombreuses colonnes et d'autres éléments de construction, le chargement était très hétéroclite, avec en particulier de nombreuses sculptures de marbre et de bronze.
Si la découverte au début du XXe siècle est plus ou moins due au hasard, des campagnes de fouilles successives sont immédiatement entamées à l'initiative de l'archéologue français Alfred Merlin. Arrêtées pour raisons budgétaires en 1913, elle reprennent durant la dernière décennie du siècle. De ce fait, le site a pu être considéré comme un témoin de l'évolution des techniques d'archéologie sous-marine : si les premières fouilles ont utilisé un matériel qui n'avait guère évolué depuis le milieu du XIXe siècle, le tournant peut être daté des années 1940, avec l'invention du scaphandre autonome qui rend les plongeurs beaucoup plus libres de leurs mouvements.
Les fouilles du navire de Mahdia, avec celles de celui d'Anticythère, découvert en 1900, ont ainsi donné naissance à la discipline. En outre, le navire d'Anticythère, qui a sombré dans le second quart du Ier siècle av. J.-C. est assez similaire au navire de Mahdia, avec une cargaison constituée d'œuvres d'art anciennes mais aussi d'autres œuvres contemporaines du naufrage, l'ensemble attestant d'un changement dans les goûts du public.
Outre le fait qu'elles soient un « maillon de choix dans la longue chaîne des découvertes subaquatiques » selon Nayla Ouertani, les fouilles ont mis au jour une collection exceptionnelle d'œuvres d'art et posent aux spécialistes des questions tant techniques que liées à l'histoire de l'art avec le problème de la transition entre périodes artistiques ; le contenu du chargement évoque également la circulation de l'art.
L'essentiel des découvertes est exposé au musée national du Bardo dans la proche banlieue de Tunis ; le musée de la ville la plus proche du site n'accueille quant à lui que peu d'éléments.

## Histoire et interprétation

### Découverte
L'épave, située à une profondeur de 39 mètres selon Alfred Merlin et 42 mètres selon Guy Rachet, est découverte par des pêcheurs d'éponges grecs engagés par un armateur de Sfax en 1907. Elle était située sur un fond plat et dur.
La découverte est suivie de pillages mais la tentative de vente du butin n'aboutit finalement qu'à informer les autorités, en l'occurrence Alfred Merlin et la direction des antiquités (futur Institut national du patrimoine), qui parviennent à mener six campagnes de fouilles entre 1907 et 1913 avec Louis Poinssot et Louis Drappier. Merlin informe l'Académie des inscriptions et belles-lettres par télégramme le 21 juin 1907. Dès le départ, il obtient l'aide du ministère de la Marine qui détache un navire de l'escadre de Bizerte pour l'aider et met à sa disposition des moyens financiers. Les diverses campagnes bénéficient aussi de subventions de la fondation Piot et des gouvernements français et tunisien. L'exploration se heurte toutefois à des difficultés liées à la profondeur, aux conditions météorologiques mais aussi aux forts courants ; le site est en effet situé en pleine mer, à 4,8 kilomètres au large du cap Afrique. De plus, les fouilles troublent le fond de la mer, empêchant de continuer longtemps les plongées. Cependant, les fouilleurs trouvent une parade en ouvrant deux chantiers en parallèle. La reconnaissance du site est complexe du fait des informations imprécises de la part de ses découvreurs grecs. L'épave est finalement localisée aux coordonnées 35°31'55'' de latitude nord et 8°47'15'' de longitude est (selon le méridien de Paris ce qui correspond à 11°07'28'' de longitude est selon le méridien de Greenwich utilisé de nos jours).

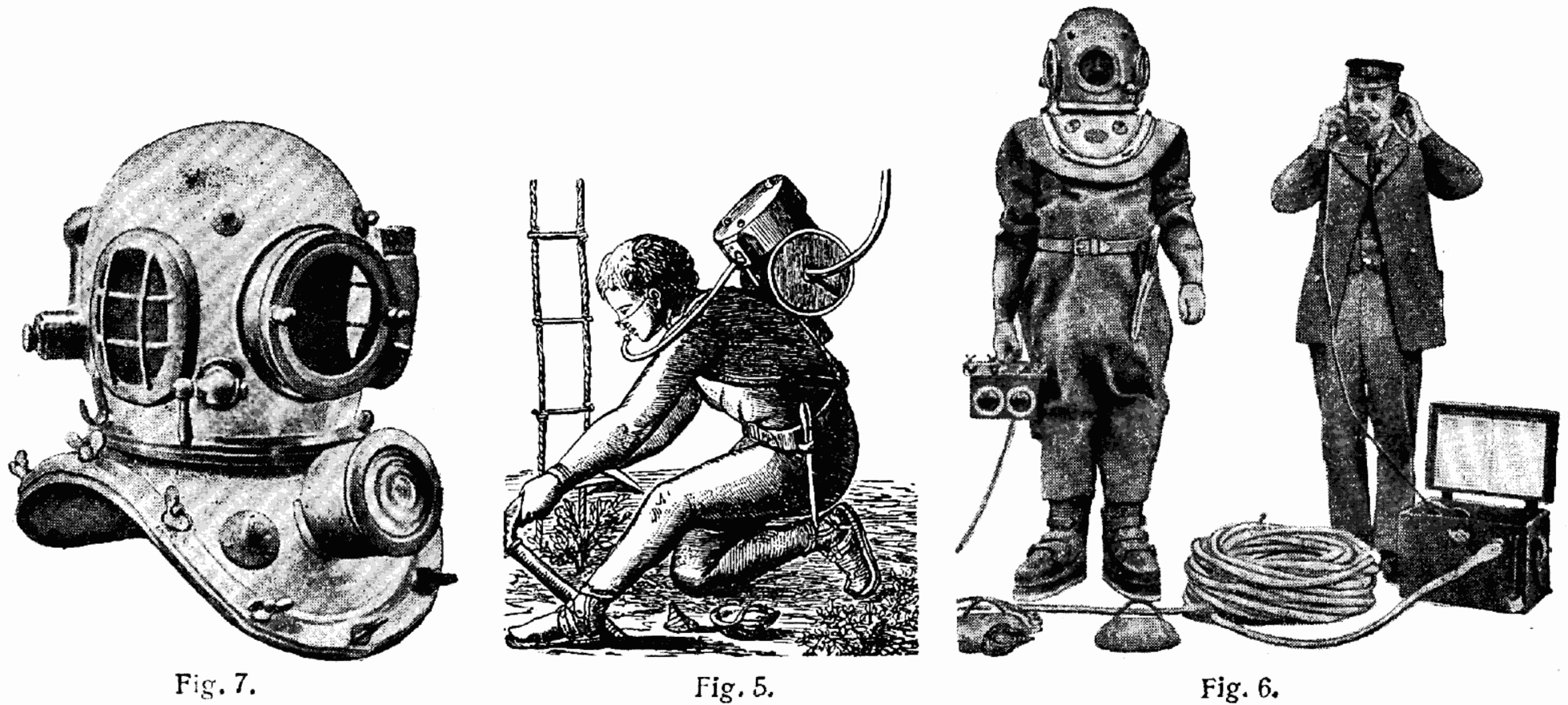
Équipement de scaphandrier au début du XXe siècle par Otto Lueger (Lexikon der gesamten Technik).

Durant les recherches, des accidents sérieux touchent les plongeurs dont l'un faillit être mortel. Les premières découvertes sont partagées par tirage au sort entre l'État et les inventeurs, même si ces derniers cèdent leur lot après d'âpres discussions.
Les premières fouilles permettent de remonter la plus grande partie du mobilier. Alfred Merlin a dès le départ le souci d'étudier le navire et le chargement, ce qui en fait un pionnier de l'archéologie navale. Louis Poinssot dresse en 1911 un plan de disposition des colonnes et des fouilles d'après les informations données par les scaphandriers. La même année, une tentative de remonter deux beaux exemplaires de colonnes échoue. Deux colonnes parviennent toutefois à être remontées en 1913. Mais le coût élevé des opérations de déblayage des colonnes entame largement le budget de la campagne qui, même si elle dure plus de deux mois, est pressentie par Merlin comme la dernière, le travail « risqu[ant] bien de ne pouvoir jamais être repris ».

### Fouilles ultérieures
Les recherches ne sont en effet reprises qu'en 1948 par une équipe rassemblant Antoine Poidebard, Gilbert Charles-Picard de la direction des antiquités, et les capitaines Philippe Tailliez, Jean Alinat et Jacques-Yves Cousteau servant sur l'aviso Ingénieur Élie Monnier du Groupe de recherche sous-marine de Toulon. En outre, elles bénéficient de moyens mis à disposition par les services de travaux publics, la marine et l'aviation. Cette nouvelle expédition est menée grâce à des scaphandres autonomes : ce nouveau matériel a de grandes répercussions sur les techniques d'archéologie sous-marine. Même si les fouilleurs ont du mal à retrouver l'épave, ils dégagent une quarantaine de colonnes. L'expédition est considérée comme la « première opération sous-marine de grande envergure comportant exploration et travail par grande profondeur, en scaphandre autonome » selon Tailliez. Cousteau et Marcel Ichac rapportent de cette expédition le film Carnet de plongée, présenté lors de l'édition 1951 du Festival de Cannes.
Une nouvelle campagne de fouilles menée par Guy de Frondeville, ingénieur en chef du service des mines à la direction générale des travaux publics a lieu en 1953-1954. Son objectif est de dégager les colonnes encombrant le pont afin de limiter le risque d'effondrement et de dévaser la coque pour accéder aux parties du navire encore inexplorées. Un accident de décompression touche alors l'un des plongeurs qui en garde des séquelles durant deux ans. Le chantier connaît aussi des difficultés liées à une visibilité médiocre ainsi que des problèmes techniques. Les fouilles permettent de récupérer des colonnes, des chapiteaux, de nombreux clous ainsi que neuf mètres de la quille du bateau ; tous ces éléments sont remis au musée du Bardo. Les recherches de Frondeville sur le navire ont permis de proposer une reconstitution du navire.
Si les premières fouilles ont récupéré du matériel, elles ne peuvent être qualifiées de méthodiques. Les dernières opérations en date sont menées du 10 au 24 mai 1993 puis en septembre de la même année grâce à la collaboration entre une équipe tunisienne de l'Institut national du patrimoine et une équipe allemande du Rheinisches Landesmuseum Bonn et de la Deutsche Gesellschaft zur Förderung der Unterwasserarchäologie e.V. (DEGUWA). En parallèle, une restauration des œuvres déposées au musée du Bardo est effectuée. L'objectif est de retrouver l'épave, d'effectuer divers relevés, de tourner un film et d'étudier le biotope. L'expédition a aussi comme objectif d'étudier davantage le mode de construction du navire.
La recherche est laborieuse, particulièrement pour retrouver l'épave, avec de surcroît des conditions météorologiques défavorables pour la seconde partie de l'expédition. Elle parvient cependant à effectuer des photographies, tourner un film, dessiner des esquisses de plan du site et à remonter des échantillons de bois et de certaines parties de la coque. À l'issue de cette campagne, « l'épave de Mahdia n'a pas fini de livrer ses secrets » selon Fethi Chelbi.
Après une longue fermeture pour restauration, le résultat des fouilles est présenté dans l'exposition Trésors de la Méditerranée inaugurée le 31 juillet 2000 au musée national du Bardo.

### Interprétations

#### Datation du naufrage

Reconstitution du navire qui a sombré.

Dès la découverte, l'hypothèse d'une villa engloutie est émise par Merlin, du fait de thèses de géologues selon lesquels la côte orientale de la Tunisie s'affaissait, une hypothèse toutefois écartée par le savant dans le même article. Merlin évoque par la suite, dans une communication de 1909, une datation dans la seconde moitié du Ier siècle av. J.-C., du fait d'une lampe à huile : cette lampe, au type soigné et datée de la fin du IIe siècle av. J.-C., est signalée par Merlin comme destinée aux marins et son type a pu être en usage au Ier siècle av. J.-C. L'auteur note à titre anecdotique que la mèche carbonisée était toujours dans la lampe.
Le navire grec aurait sombré entre 80 et 70 av. J.-C. selon la thèse la plus couramment admise, en particulier par François Baratte. Jean-Paul Morel et Fethi Chelbi proposent de dater le naufrage des années 100 av. J.-C. Filippo Coarelli date pour sa part l'événement entre 100 et 86 av. J.-C. Nayla Ouertani date quant à lui les sculptures de marbre entre 150 et le début du Ier siècle.
Les archéologues ont supposé que le navire, qui aurait ramené une partie du butin du pillage de la Grèce par Sylla lors des guerres civiles, aurait coulé du fait d'une tempête automnale à trois milles marins de la côte : un courant de nord-est aurait coïncidé avec un vent de nord-est durant trois jours et aurait dévié le bateau de sa route. Après avoir dérivé, il aurait coulé au large de la ville actuelle de Mahdia après s'être empli d'eau. Le navire étant également très lourdement chargé, le naufrage n'aurait de ce fait pas été surprenant selon Merlin.
En dépit de manœuvres effectuées à la suite d'une avarie, il aurait coulé rapidement en faisant probablement des victimes même si peu d'ossements ont été retrouvés si ce n'est un péroné féminin. De plus, un incendie aurait de surcroît ravagé le navire. Quoi qu'il en soit, lors du naufrage, la coque du navire s'est disloquée et les parois se sont ouvertes, projetant l'essentiel de la cargaison hors de l'épave elle-même.

#### Contexte historique
En 86 av. J.-C., Athènes est prise par Sylla et de nombreuses œuvres d'art sont envoyées en Italie. Ce type de pillage au cours des guerres est attesté au moins depuis 265 av. J.-C., lors de la prise de Volsinies et de la deuxième guerre punique, avec une croissance au moment de la conquête du monde grec. La prise d'œuvres d'art devient même pour l'État romain une finalité politique après les guerres, leur exposition dans l'espace public constituant une manifestation éclatante de gloire. Les généraux vainqueurs, avec le butin amassé, peuvent célébrer leurs familles dans des lieux publics et pérenniser leurs succès. Pour les particuliers, l'art devient un marqueur culturel et social : les œuvres sont déposées dans des temples ou des portiques et une mode se développe chez les riches Romains, ce dont témoignent les lettres échangées entre Atticus et Cicéron à propos de l'aménagement de ses villas. Les amateurs d'art de l'époque sont divers, de celui qui se fournit lui-même en œuvres originales à celui qui a les moyens de les acquérir mais laisse le choix des œuvres à d'autres. Le convoi prend donc place à une époque où les Romains sont férus d'antiquités grecques, tant pour les constructions et affaires publiques (negotium) que pour les habitations privées et le loisir (otium),. Entre le IIe et le début du Ier siècle av. J.-C., le goût architectural dans les constructions délaisse une influence asiatique due aux relations avec en particulier le royaume de Pergame, au profit d'options classiques des Ve – IVe siècle av. J.-C., afin de prendre de la distance avec le côté récent de leur hellénisation.

Expansion de la République romaine au

Rome s'était imposée au monde hellénistique depuis la fin du IIIe siècle av. J.-C., la prise de Corinthe en 146 av. J.-C. parachevant la mainmise romaine sur la rive nord du bassin oriental de la Méditerranée, et le testament d'Attale III lui confie en 133 av. J.-C. le royaume de Pergame. Le naufrage se situe donc dans une phase de consolidation de l'impérialisme romain qui précède la crise : les conquêtes apportent des richesses considérables vers Rome, qui était auparavant surtout agricole, générant des difficultés parmi la population la plus modeste. Les provinces sont organisées et la culture hellénistique irrigue les classes supérieures de la capitale ; la cargaison de l'épave constitue donc un bon indicateur de la période, un indicateur de l'« hellénisation matérielle et culturelle de Rome dans la période de la République tardive ».
L'acculturation à l'œuvre porte les ferments de la crise de la République romaine, l'hellénisation de la société générant un changement des valeurs, en particulier aristocratiques, ces élites adoptant des goûts ostentatoires dans l'art et le mode de vie avec le développement des jardins et de la villa. Outre les conséquences sur l'architecture publique, les emprunts architecturaux touchent les maisons privées qui voient leur plan se complexifier. Les portiques et les gymnases s'ornent de statues d'origine grecque.
Les statues qui prennent la direction de Rome sont issues parfois du pillage des cités vaincues mais sont aussi parfois détournées au profit de collectionneurs privés. Les élites s'enrichissent dans le sillage de l'expansion romaine et suscitent un développement des échanges avec le monde grec, qui aboutissent à un déséquilibre des flux commerciaux par l'achat d'esclaves, d'œuvres d'art et de terres. En outre, c'est une confrontation de valeurs qui s'opère et sape les fondements mêmes de l'autorité du pouvoir.
L'épave de Mahdia permet selon Baratte d'illustrer la thématique de la circulation de l'art à l'époque, la guerre ayant occasionné les premiers déplacements. L'enrichissement des particuliers aboutit à la naissance d'un commerce avec tous les biais, légaux et illégaux. La naissance du marché de l'art, outre le développement de la vogue des antiquités qui atteignent des sommes très élevées,, stimule une industrie d'art particulièrement active à Athènes au début du Ier siècle av. J.-C.. Les œuvres d'art, qui se déplacent selon des routes largement méconnues, rendent d'autant plus difficile l'attribution à un atelier particulier, le lieu de découverte ne pouvant être un indice.
Constituée d'œuvres d'art anciennes mais aussi d'éléments architecturaux fabriqués en série, la cargaison témoigne de l'influence de la demande sur les « tendances classicistes en Grèce ». Depuis le IIe siècle av. J.-C., les élites romaines commandent le marché et se tournent vers des ateliers grecs par goût pour le style hellénistique et de la qualité de leurs productions. Les ateliers assimilent les formes passées et se forme alors le style qualifié de « néo-attique ». Le contenu de la cargaison de l'épave est un indicateur des éléments recherchés par les élites romaines au début du Ier siècle av. J.-C. et permet de pallier le peu d'éléments de connaissance sur les aménagements des villas de l'époque.

#### Origine et départ
Dans un premier temps, Merlin estime que cette cargaison aurait été destinée à Juba II de Maurétanie pour orner sa capitale Caesarea, même s'il considère ceci comme une conjecture. En 1911, Merlin et Poinssot évoquent un lien avec un pillage et, à la suite de Salomon Reinach, considèrent le départ du navire comme lié à la prise du Pirée par Sylla. Le lieu de départ du navire est sans doute le port du Pirée, l'hypothèse étant corroborée par la découverte sur le port, en 1959, d'un dépôt de statues de bronze destinées à être embarquées,. Une incertitude pèse cependant sur le lieu d'arrivée entre la Sicile ou l'Italie. Selon Merlin et Poinssot, les œuvres de la cargaison n'étaient pas destinées à Sylla mais étaient considérées comme de l'« art industriel courant » ou des « matériaux de construction ordinaires ».

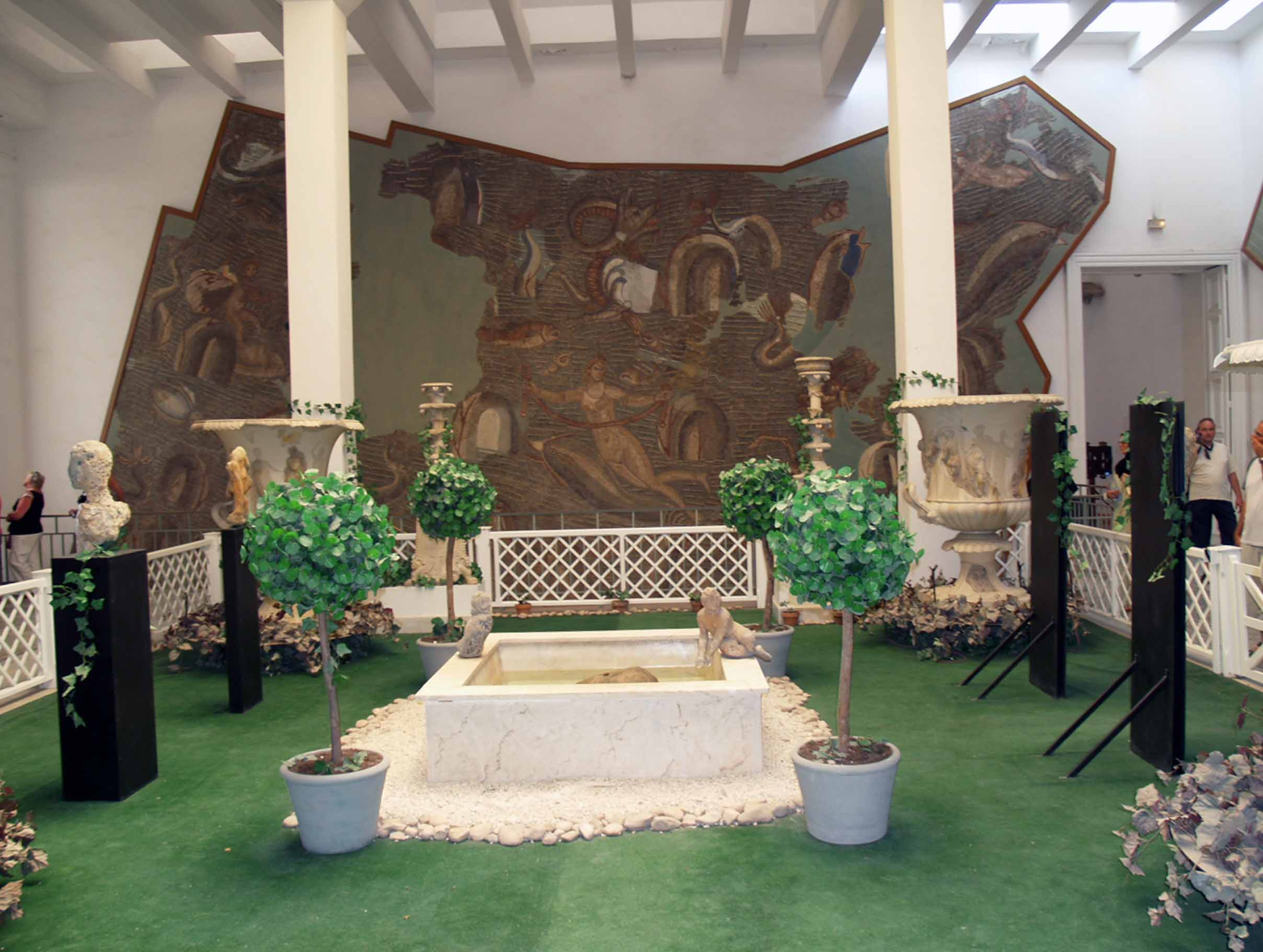
Jardin reconstitué au musée national du Bardo avec les éléments retrouvés sur l'épave avec, à l'arrière-plan, une mosaïque marine de Néréides provenant du site archéologique de Carthage.

Le commanditaire de la cargaison était sans doute originaire de Rome ou de Campanie. Le chargement, très divers par ses origines (plomb d'Espagne, klinés de Délos, etc.), avait une finalité commerciale, peut-être sous la direction d'un armateur qui œuvrait dans divers ports. La destination du chargement peut aussi être déduite des éléments issus d'ateliers d'artisans grecs, ce caractère pluriel (artisanal et artistique) pouvant donner une idée de la destination et des commanditaires, peut-être l'Italie et l'aristocratie.
Une autre hypothèse indique que la cargaison aurait pu être destinée à une clientèle de la province d'Afrique ou même les monarques numides hellénisés. La valeur du chargement, estimée à 857 000 sesterces au moins selon Filippo Coarelli, confirmerait cette destination royale. Néanmoins, ceci est peu vraisemblable selon François Baratte qui privilégie la Campanie ou les ports de Rome comme destination finale ; il avance aussi l'hypothèse d'un unique client destinataire du chargement. Les recherches de Gerhard Bauchhenss tendent aussi à considérer l'ensemble des œuvres d'art rassemblées comme destinées à un commanditaire unique, désireux d'aménager sa villa de façon somptueuse mais cette interprétation n'est pas acceptée par tous. Chrystina Häuber ne se prononce pour sa part pas sur le fait que la cargaison ait été ou non destinée à un ou plusieurs commanditaires, du fait qu'un seul individu pouvait posséder plusieurs villas, même s'il s'agit sans aucun doute de l'élite romaine possédant des villas de type maritime dans les mêmes régions. Le chargement pouvait aussi bien être destiné à orner un jardin qu'une salle à manger d'un riche particulier.
Les jardins romains de l'époque sont un mélange de jardin italique, d'abord utilitaire, et d'éléments grecs. Ils sont un élément important de l'art de vivre : plantés d'arbres fruitiers ou d'arbres à feuillage caduc, les jardins sont également fleuris. L'espace est aussi occupé de jets d'eau, de bassins et de mobilier divers (statues, cratères et reliefs).

## Navire et son contenu

### Navire

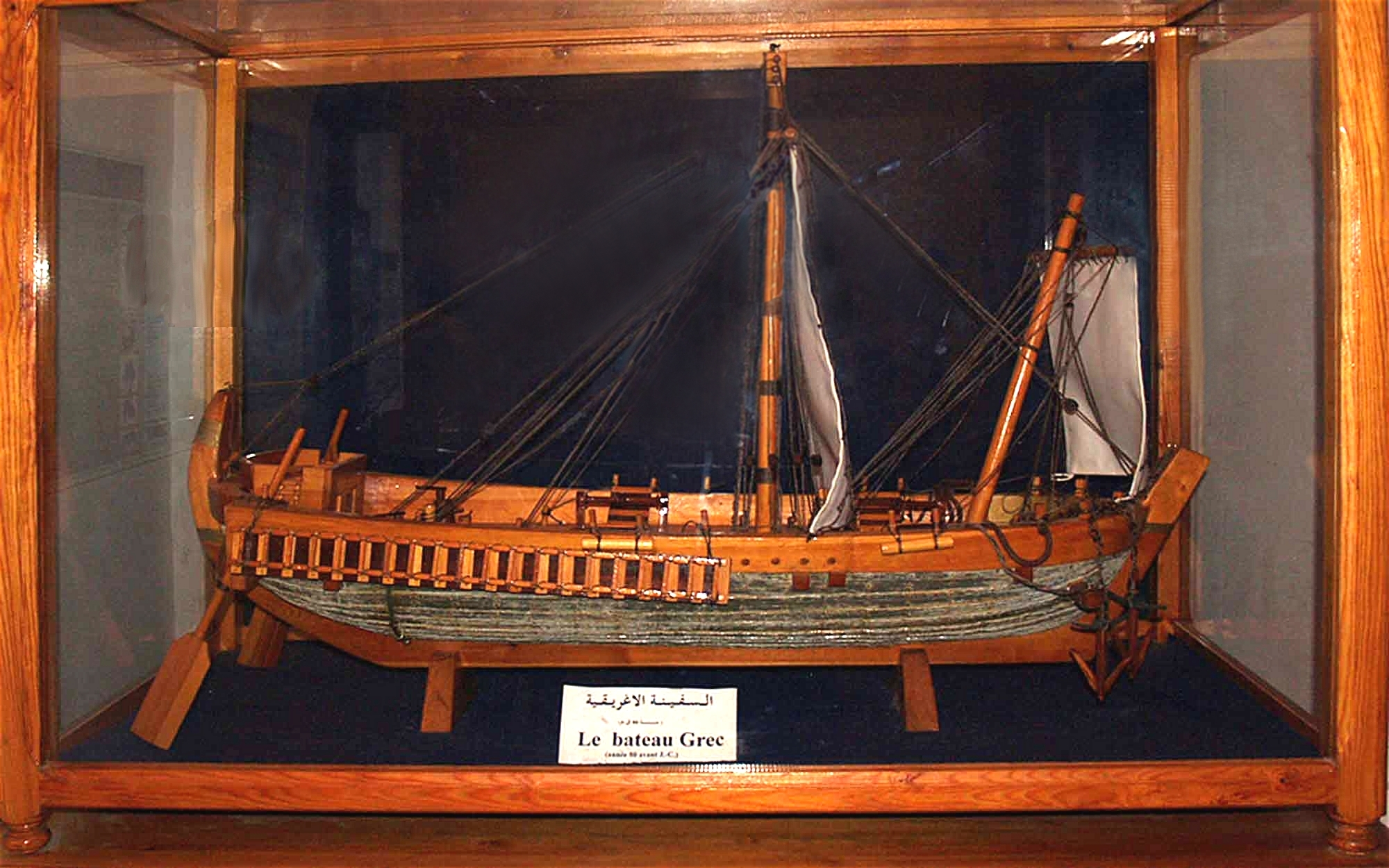
Reconstitution du navire au musée national du Bardo.

Les recherches ont pu établir que le navire grec, construit en bois d'orme, mesure environ 40,6 mètres de long sur 13,8 mètres de large. La datation de l'épave a été complexe et n'a pu aboutir que du fait de l'analyse des céramiques retrouvées. Le poids de la cargaison de marbre du navire a été estimé à 200 tonnes métriques par Fernand Benoit. Merlin avait estimé ce poids à 300 ou 400 tonnes
Le pont du navire, qui mesurait environ vingt centimètres d'épaisseur, était recouvert de plomb ; la coque était également doublée de ce matériau. La construction était de très grande qualité par le bois utilisé et la présence de tôles de plomb. Un grand nombre de clous en bronze a également été retrouvé lors des fouilles.
Merlin a aussi constaté que le bateau était divisé en plusieurs compartiments et possédait des cloisons.
Le navire disposait d'équipements de sécurité, d'une pompe et de quatre ou cinq grandes ancres. La découverte de ces dernières a permis aux fouilleurs de localiser la proue du navire.
Il a par ailleurs été supposé que le navire ne pouvait naviguer qu'à la remorque d'une galère.
Après le naufrage, le poids des colonnes a disloqué le navire qui se trouve largement ouvert et la cargaison située dans la cale a été tassée. La vase a pris possession des lieux jusqu'à sa découverte. Les fouilles de Guy de Frondeville ont permis de recueillir une partie de la quille du navire d'une longueur de 26 mètres et coupée en trois parties pour faciliter sa remontée. La quille ainsi recueillie a malheureusement été dégradée par un dépôt dans une cour du musée sans traitement ni protection, et s'est désagrégée.

### Contenu de la cargaison
L'étude précise de la cargaison a étayé l'hypothèse de son origine grecque et athénienne. Certains objets connus auparavant dans des collections mais hors de tout contexte archéologique ont pu voir leur origine définie comme grecque du fait des études effectuées lors des fouilles de l'épave. Les premières fouilles n'ont pu remonter les éléments les plus encombrants de la cargaison, notamment les colonnes et les chapiteaux. Seuls quelques-uns ont été remontés lors des fouilles les plus récentes.
Les colonnes ont été les premiers éléments reconnus lors de la découverte, après avoir été prises par les plongeurs d'éponges pour de « gros canons ». Elles étaient disposées sur sept rangs et sur 24 mètres de long. Le navire comporte aussi de nombreux chapiteaux, des bases de colonnes et également des éléments de corniche. De nombreuses pierres non taillées ayant servi à lester le navire, ainsi que des tessons de céramique, ont été reconnus dès les premiers chantiers de fouilles. La céramique commune retrouvée a pour partie été peu utile pour dater le site, ce qui n'a pas été le cas de la céramique vernissée noire et, mieux encore, d'une lampe à huile dont le type a été daté de la fin du IIe siècle av. J.-C., ce qui permet à Merlin de proposer la datation encore largement acceptée de nos jours.
Les fouilles de la cale ont permis de dégager des objets « d'une valeur plus considérable » selon Merlin et Poinssot : des éléments de bronze et de marbre à usage décoratif mais aussi du mobilier. Le caractère mixte de la cargaison, composée à la fois de matériaux destinés à une construction et d'œuvres d'art, n'a pas manqué d'interpeller dès les premières constatations,.
Les objets et œuvres d'art recueillis sont très éclectiques et laissent supposer des provenances de diverses écoles. Certaines des œuvres retrouvées gardent les traces d'un premier usage et ne sont donc pas neuves, corroborant l'hypothèse du fruit d'un pillage. Cependant, d'autres éléments étaient manifestement neufs car tout juste sortis des ateliers de production. Certains des objets ont été réalisés avec pour finalité de répondre au goût de clients romains, avec une réinterprétation de formes classiques dans des créations nouvelles.
Les vestiges retrouvés dans la cale ont fait l'objet d'une remontée dès les premières fouilles et ont été envoyés au musée Alaoui où les œuvres sont publiées dans le Catalogue du musée édité par Ernest Leroux.

## Œuvres exposées

### Éléments au musée de Mahdia
Très peu d'objets sont exposés au musée de Mahdia, ce qui suscite des contestations. Seules deux colonnes de marbre abîmées par leur séjour en mer y figurent, ainsi que d'autres objets, dont un cratère en moins bon état de conservation que les exemplaires conservés au musée national du Bardo.

### Salles de Mahdia au musée national du Bardo
Les salles consacrées aux fouilles de Mahdia ont fait l'objet d'un vaste redéploiement à la fin des années 1990 au sein de six salles au premier étage du musée national du Bardo. Les collections issues des fouilles de l'épave étaient inaccessibles au public depuis un début d'incendie dans une aile du musée en 1984. Leur présentation, datant de travaux effectués dans les années 1930, ne répondait plus aux normes muséographiques et posait des problèmes de conservation. Le coût de la restauration étant trop élevé pour la seule Tunisie, elle recherche des partenaires étrangers. Après que le Rheinisches Landesmuseum Bonn accepte, les restaurations débutent en Allemagne en décembre 1987. Une exposition a lieu à Bonn du 8 septembre 1994 au 29 janvier 1995, à l'issue de laquelle les œuvres rentrent définitivement en Tunisie.
L'accès aux collections se fait par la salle dite « de Carthage ».

#### Navire

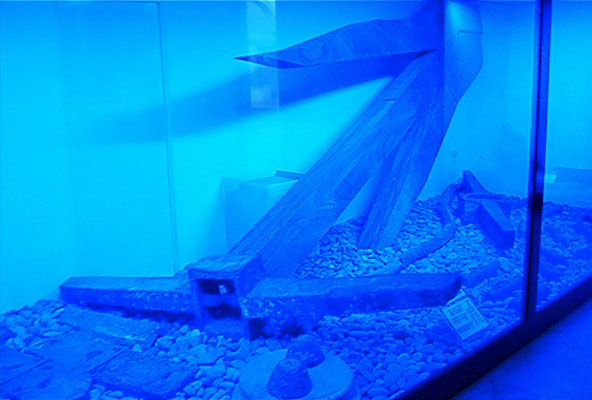
Une des ancres de l'épave.

L'une des salles abrite une maquette du bateau reconstitué dont il a été supposé, à la suite de Jacques-Yves Cousteau, qu'il s'agissait d'une galère, ce qui est inexact car le navire ne possédait pas de rames. Par ailleurs, cinq ancres d'un poids total de treize tonnes ont été retrouvées, peut-être situées à la proue du bateau ; deux d'entre elles pèsent 600 à 700 kilos. Le type d'ancre a été identifié d'une manière formelle comme celui utilisé au milieu du Ier siècle av. J.-C., au milieu de la période d'utilisation de ce type d'ancre selon d'autres découvertes précisément datées. En outre, les fouilleurs ont retrouvé des meules dont certaines ont pu servir de lest.

#### Sculptures
Les éléments les plus importants de la cargaison consistent en des sculptures raffinées de marbre et de bronze, dont les premières ont été abîmées par leur séjour marin. La datation des statues retrouvées s'étend du milieu du IIe siècle av. J.-C. au premier quart du Ier siècle av. J.-C..

##### Sculptures en marbre
Les marbres ont beaucoup souffert de leur séjour en mer du fait des animalcules marins qui les ont rongés, à l'exception des parties enfouies dans le sable qui se sont trouvées protégées. Les éponges et dattes de mer (lithodomes) ont perforé la pierre, sauf dans la partie envasée exempte d'oxygène. Certaines œuvres sont de fait dans un état « très médiocre de conservation ». Cependant, de nombreuses études leur ont été consacrées.
Le marbre de la cargaison a été considéré par Merlin comme du Pentélique du fait de son grain fin, cependant la plupart des œuvres est en marbre de Paros. Selon Nayla Ouertani, les œuvres ont été réalisées dans des ateliers d'Attique ou dans un grand atelier sous la direction de Boéthos de Chalcédoine, avec des artistes de compétences variées et d'inspirations diverses, conservatrices mais aussi novatrices. Les artistes ont réalisé des « œuvres originales grâce à d'ingénieux amalgames et une bonne technicité ». La diversité stylistique a posé des problèmes de chronologie. Les œuvres de marbre ont été datées de la fin du IIe et du Ier siècle av. J.-C.. Les statues étaient élaborées en divers morceaux : l'occiput de la tête était fixé par des tenons de plomb tout comme d'autres membres. Celles retrouvées sur le site par les premières fouilles avaient été faites en diverses parties pour des raisons d'économie mais aussi, selon Merlin, pour faciliter le transport. Certaines des œuvres n'étaient pas achevées.

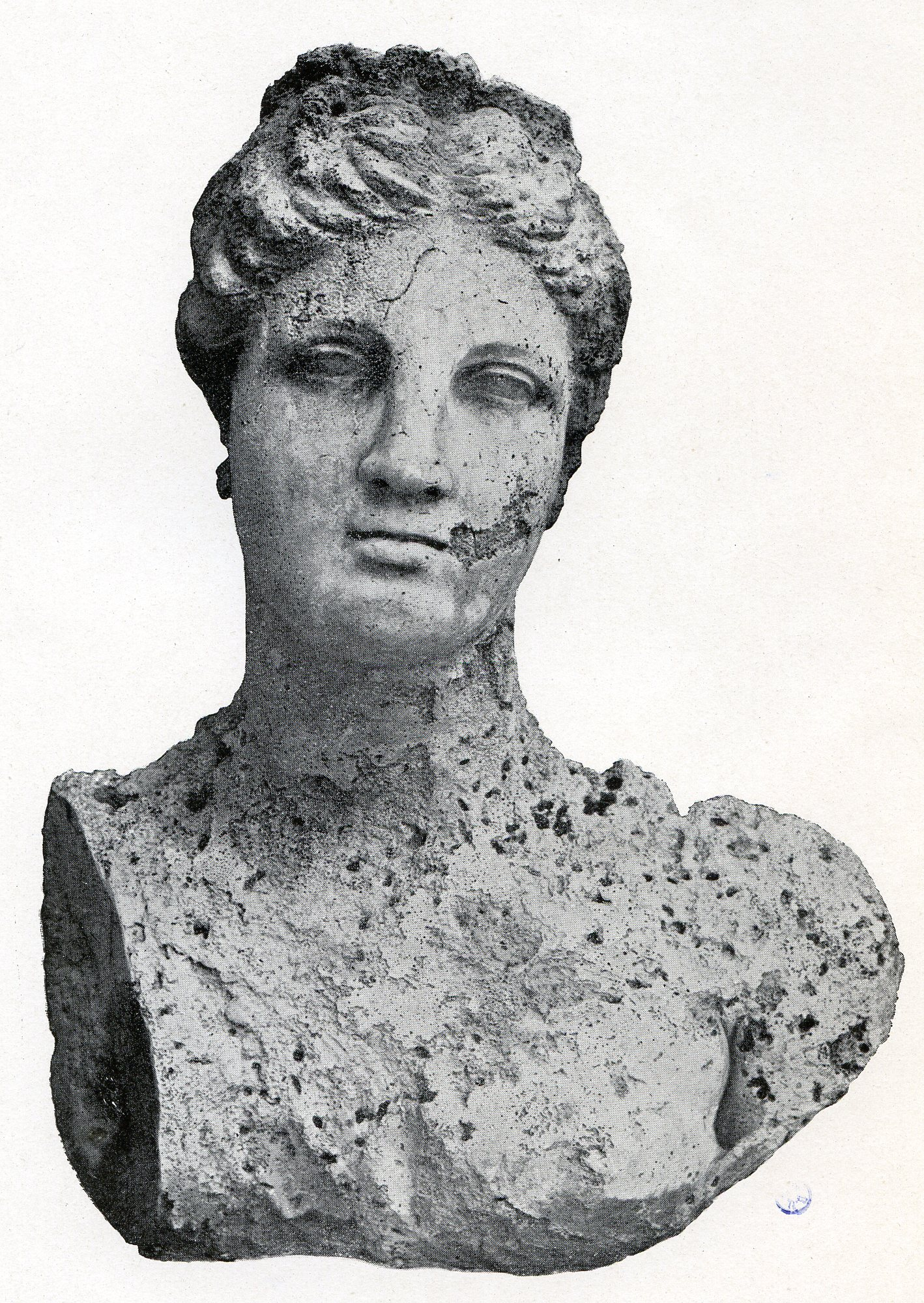
Buste d'Aphrodite dans le Catalogue du musée Alaoui avec les attaques du milieu marin et la zone préservée par le séjour dans la vase.

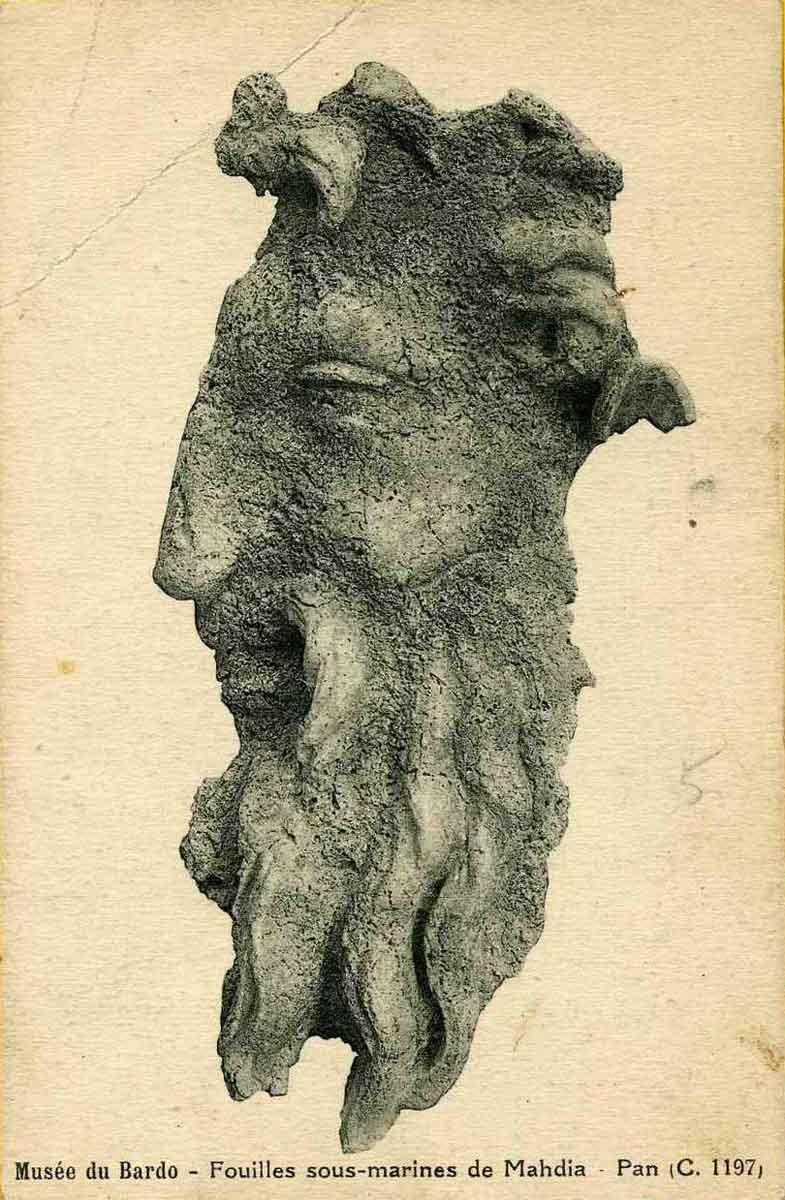
Pan sur une carte postale ancienne.

Les sculptures de marbre, considérées initialement comme des éléments de statues, sont désormais considérées comme des tondi, effigies divines dans des médaillons, du fait de la présence de clous derrière les têtes ainsi que d'entailles sur leur partie inférieure. Les sculptures étaient destinées à être fixées sur les murs d'un sanctuaire ou sur les parois de demeures particulières. L'une d'elles, le Buste d'Aphrodite en marbre de Paros, représente une divinité, les cheveux ramassés en un chignon au-dessus de la tête et l'épaule droite relevée. La déesse porte un chiton attaché sur l'épaule, le sein gauche apparaissant galbé. Cette sculpture a aussi été identifiée à Ariane. Une partie a été endommagée par le long séjour en mer et des pièces sont manquantes (moitié du dos et occiput), certains indices laissant entendre que l'œuvre était inachevée. En dépit des manques et dégradations, la pièce est d'une beauté remarquable car le visage n'a pas été exposé à l'eau de mer, protégé sans doute par le sable et la vase, et garde un sourire calme et serein. Cette caractéristique en fait la pièce emblématique de la collection. Les traits du visage de la divinité haute de 70 centimètres de haut confèrent de la majesté à cette œuvre hellénistique qui possède des points communs avec certaines sculptures de Praxitèle, sans en être toutefois une copie servile. La pièce, qui a peut-être été copiée à partir d'un original en bronze, a été datée du dernier tiers du IIe siècle av. J.-C. à la deuxième moitié du Ier siècle av. J.-C. ; Nayla Ouertani propose pour sa part de la dater de la fin du IIe -début Ier siècle av. J.-C.. Elle a été remontée à la surface lors de la campagne de fouilles de 1909.
Les archéologues ont également retrouvé des fragments d'autres marbres et un autre buste identifiés par Merlin — un Pan à la longue barbe, une Niobé, deux Niobides, un satyre, une satyresse et un éphèbe — ainsi que d'autres fragments plus petits parmi lesquels des éphèbes nus, deux Artémis dont une représentée en chasseresse, et des enfants assis en médiocre état de conservation. Un buste d'Héraclès a été réinterprété comme celui d'un satyre tandis qu'une Niobide l'était en tant qu'Artémis. Les Niobé-Niobides, identifiées tout d'abord comme des copies d'œuvres présentées à Florence, en semblent éloignées sauf à devoir imaginer une réinterprétation du thème par les artistes. Un buste d'Héraclès sans tête a aussi été retrouvé revêtu de la peau du lion de Némée. Les réinterprétations des découvertes par Hans-Hoyer von Prittwitz le portent à dater le programme complet de la découverte, qui a une finalité dionysiaque, d'environ 120 av. J.-C.. Parmi les sculptures, une tête de femme et une tête de Pan ont la même origine que les tondi : la tête féminine appartenait à une statue qui a été retaillée afin d'intégrer la tête seule à un groupe représentant sans doute le thème de la nymphe surprise par un satyre, thème fréquent à l'époque tardo-hellénistique. La femme a la tête de profil droit alors que Pan montre son profil gauche. Nayla Ouertani pense pour sa part que le Pan, serein et aux traits réguliers, était inséré dans un buste et ne servait pas d'applique.
Des têtes féminines s'emboîtaient dans des corps de statues. Quant au groupe du satyre et de la satyresse, il ne pose pas de problème d'identification du fait des cornes qui sortent de la chevelure ; la satyresse était vêtue d'une peau de bête et avait le buste arrondi, tout comme la représentation du satyre.

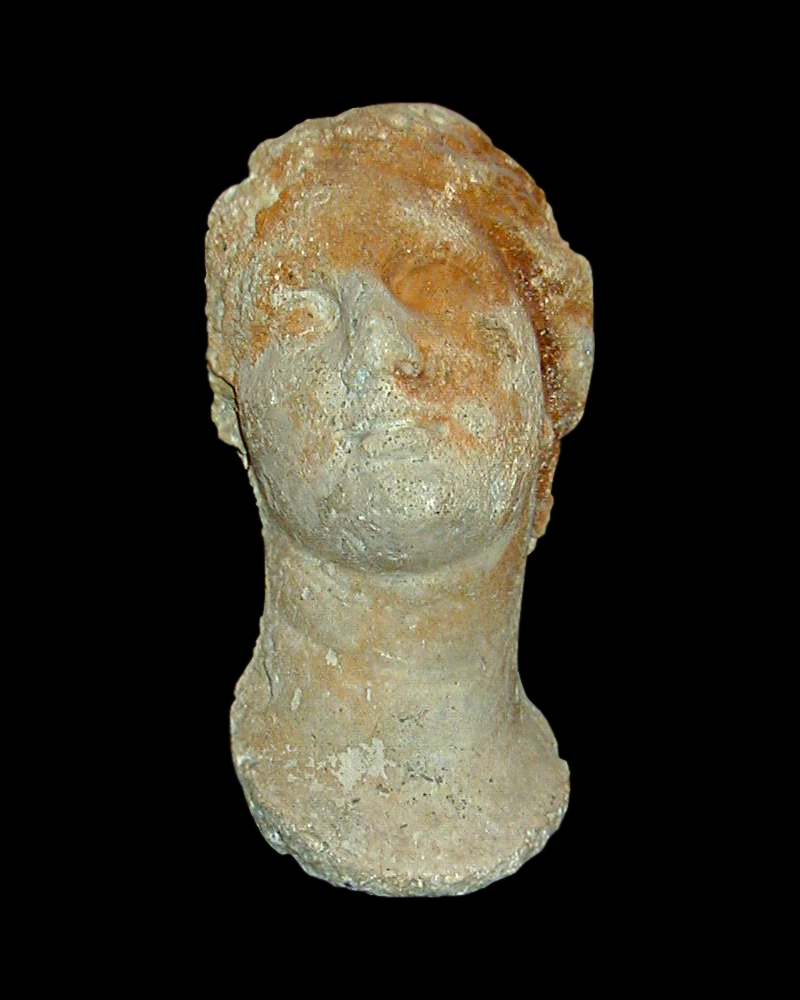
Niobé.

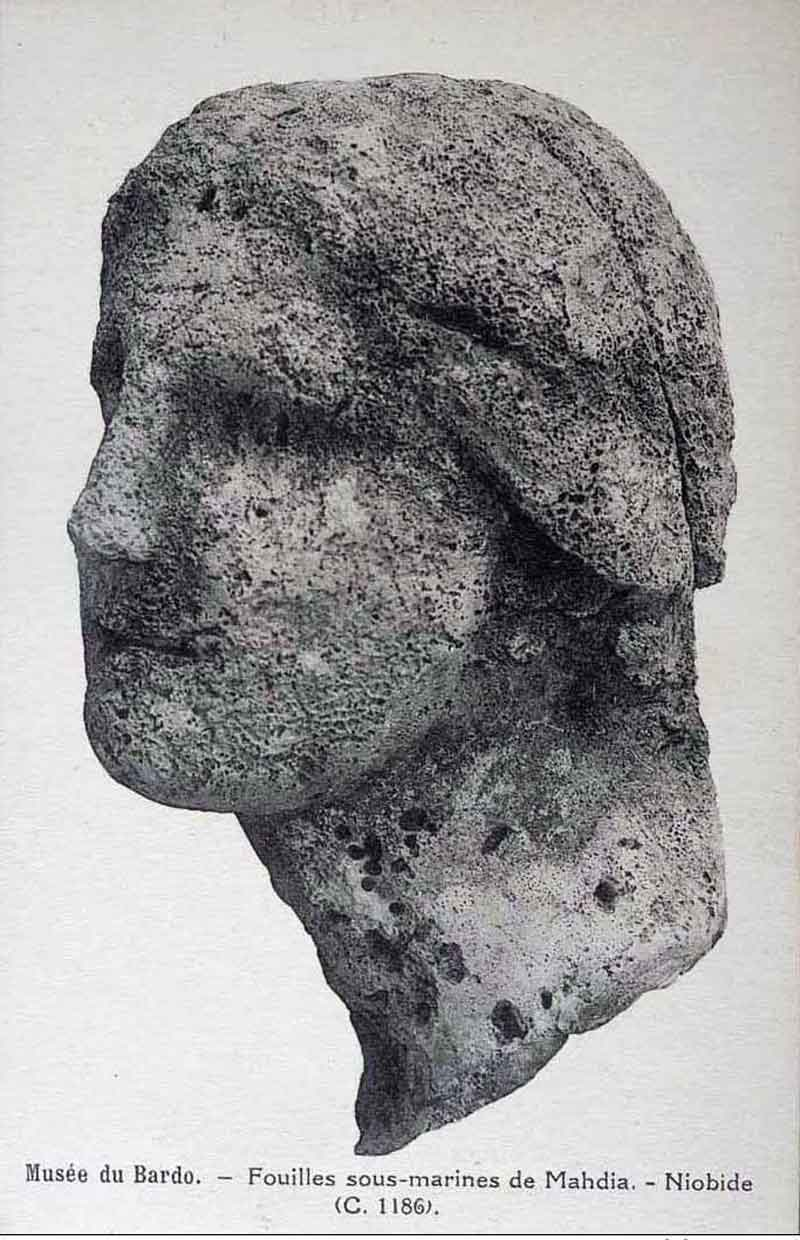
Une Niobide selon une carte postale ancienne.

D'autres éléments sculptés sont en très mauvais état, ce qui rend plus complexe leur identification et leur interprétation. Une représentation d'un jeune homme, peut-être un Oreste d'un groupe Oreste-Électre, est parvenu incomplet et avec une variation dans le traitement des visages et des coiffures par rapport aux représentations classiques. Deux torses masculins dont l'un représentait sans doute un adolescent vêtu d'une chlamyde, ont été identifiés à des modèles du Ve siècle av. J.-C..
Les deux torses, aux formes anatomiques et au drapé du vêtement travaillés, forment peut-être un groupe d'éphèbes : l'un avançait la jambe droite, l'autre la gauche. Deux statuettes d'Artémis ont également été retrouvées dans la cargaison, dont l'une est datable du troisième quart du IIe siècle av. J.-C.. Elles sont dans un médiocre état de conservation mais certains éléments rendent l'identification à Artémis chasseresse assurée au moins pour l'une des deux, comme la présence d'un chien et surtout celle de trous destinés à placer un carquois de métal.
L'artiste a modifié le prototype du IVe siècle av. J.-C. en soulignant davantage la silhouette, en créant du mouvement avec les bras et en réalisant un travail spécifique sur le drapé ; ces changements en font une œuvre assurément hellénistique. Quatre statuettes d'enfants potelés, retrouvées endommagées par leur séjour en mer, étaient destinées à orner les bords d'un bassin. Une statuette surtout est conservée, les autres permettant uniquement de restituer leur pose ; le groupe est constitué de deux paires aux gestes opposés. Les enfants projetaient de l'eau vers les spectateurs. Le modèle de ce type de statuette est hellénistique, de la première moitié du IIe siècle av. J.-C., et une découverte analogue faite à Sperlonga dotée d'oreilles en pointes permet de les interpréter comme des créatures dionysiaques. Alors que le prototype serait à chercher dans une œuvre de bronze de Boéthos de Chalcédoine, le groupe témoigne du développement de la sculpture de genre.

##### Sculptures en bronze
Les pièces de bronze dans un excellent état de conservation ont été protégées par une couche de concrétions. La corrosion des bronzes a dépendu du séjour marin et des alliages utilisés pour leur fabrication. La restauration en Allemagne était nécessaire du fait des dommages causés par la première restauration, par le climat tunisois humide ainsi que par les conditions d'exposition au musée national du Bardo. Les bronzes ont été nettoyés des anciennes restaurations et la corrosion ôtée de façon mécanique et chimique. Un traitement a ensuite été appliqué sur les œuvres et d'éventuelles pièces complémentaires ont été réalisées.
Les œuvres ont été réalisées selon la technique de la cire perdue : les statuettes ont été coulées en entier tandis que les pièces plus grandes l'ont été en plusieurs morceaux. Une action sur le moulage de cire permettait aux artistes de parvenir à un résultat varié alors que le modèle de base était le même. Les œuvres de bronze avaient fait l'objet d'un traitement spécifique destiné à leur donner une patine noire « façon émail » par un usage d'alliages particuliers,.
Les principaux éléments retrouvés appartiennent à des types en vogue au début du Ier siècle av. J.-C. : Agôn et Hermès de Dionysos.

###### Agôn(Éros)

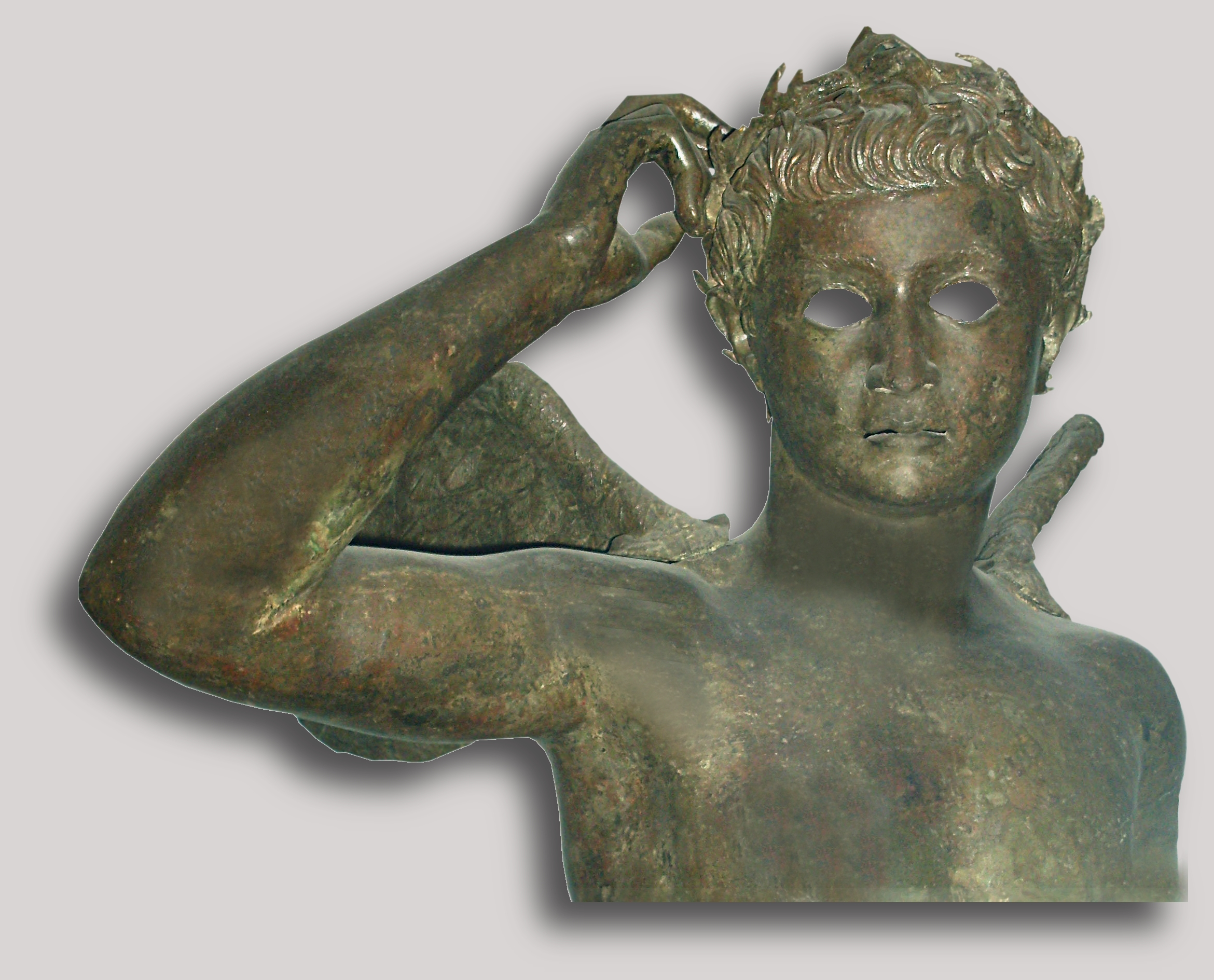
Partie supérieure de la statue dAgôn.

Longtemps considérée comme représentant un adolescent portant une branche d'olivier et s'apprêtant à se placer une couronne sur sa tête, l'œuvre datée d'environ 125 av. J.-C. est perçue comme typique de l'époque hellénistique. Les dernières études tendent à y voir un Éros tenant un arc, un symbole de puissance.
Cette œuvre était associée sans doute par erreur au pilier d'Hermès de Dionysos pour former selon certains chercheurs un groupe statuaire, en particulier à partir des années 1920. Ceci était argumenté par l'existence de tels groupes de terre cuite mais la nouvelle restauration de la statue ne rend plus acceptable cette hypothèse. L'œuvre est peut-être issue des mêmes ateliers de Boéthos de Chalcédoine, artisan du pilier d'Hermès. La statue, de 1,40 mètre de haut, a été retrouvée en morceaux et en plusieurs fois puis restaurée en partie. Le bras gauche tenait un arc, le bras droit se dirigeant vers une couronne placée dans les cheveux, geste de vainqueur du dieu de l'amour.
Restaurée initialement avec du plâtre, du ciment et des tiges de fer, la statue menaçait d'être détruite à la suite du vieillissement et de la corrosion de ces mesures de protection. La restauration du laboratoire allemand a paré à cette menace de destruction et a permis de modifier l'allure générale de la divinité, qui commence une marche au lieu d'être dans une posture statique.
Cette dernière posture a été moulée lors des opérations de restauration afin de garder une trace des premières restaurations et de tester les diverses positions de la sculpture afin de découvrir la plus probable.

###### Hermès de Dionysos

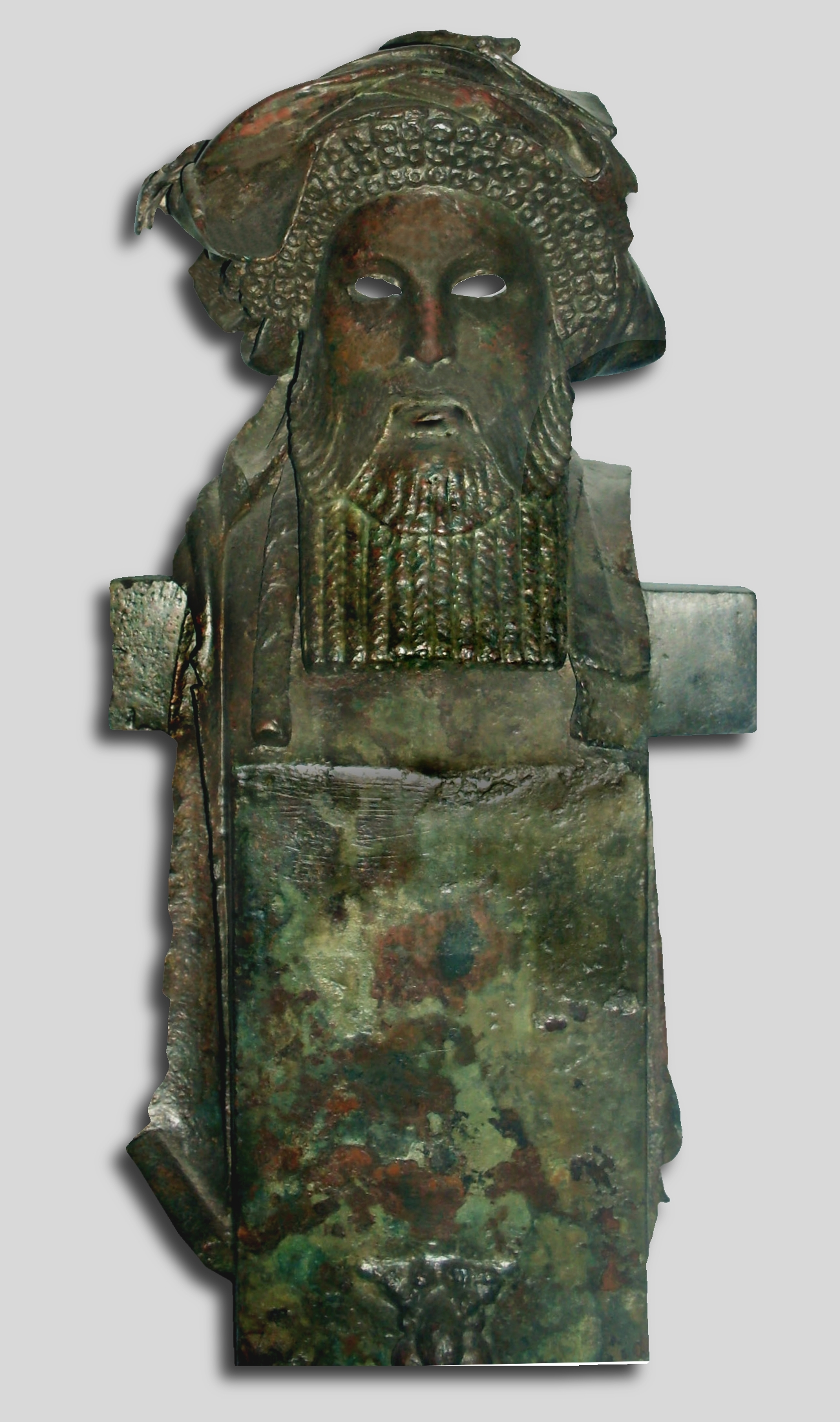
Pilier hermaïque de Dionysos.

Le buste de la divinité Dionysos, daté du IIe siècle av. J.-C., est posé sur un pilier qui comporte la représentation d'un pénis ; l'œuvre, un hermès, porte la signature de Boéthos de Chalcédoine, nom porté par plusieurs artistes du IIIe siècle av. J.-C. au début du Ier siècle av. J.-C.. Cette signature a été apposée sur le modèle de cire avant la coulée du bronze. Le nom de Boéthos de Chalcédoine s'est perpétué sur plusieurs générations et leur travail est avéré vers 184 av. J.-C. à Lindos, à Délos vingt ans après, puis à Athènes. Le pilier mesure un mètre de haut avec des tenons sur les côtés ; une tête de Dionysos mûr et barbu portant un turban sur la tête en constitue la partie supérieure. Du plomb a été placé dans la partie inférieure afin que l'œuvre soit stable. La divinité est bien identifiée du fait d'un lierre, attribut de Dionysos, qui sort d'une sorte d'écharpe. On a trouvé des modèles semblables : un exemplaire en marbre à Pompéi et un exemplaire de bronze de provenance inconnue, conservé au musée J. Paul Getty, appartiennent à la même série. L'œuvre a été réalisée en plusieurs morceaux sur la base d'un modèle de cire. La restauration allemande a permis de connaître davantage la technique antique.

###### Statuettes de nains

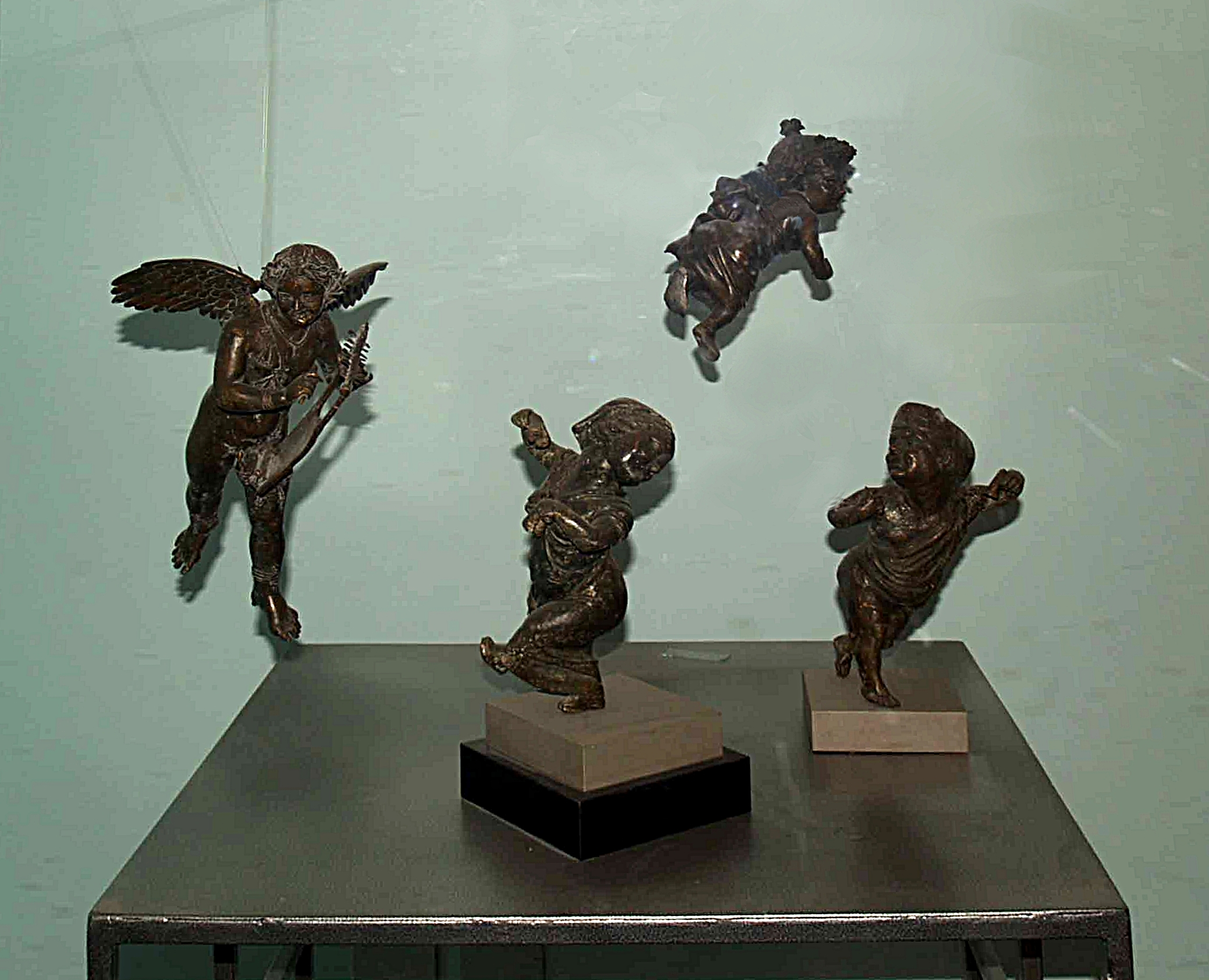
Groupe de statuettes de nains et Éros citharède.

Les trois œuvres achondroplases représentent deux danseuses et un bouffon à l'attitude vulgaire et burlesque ; elles sont hautes de 30 et 32 centimètres. Parmi ces statuettes, un modèle de la Naine difforme en train de danser semble se trouver à Alexandrie (Égypte) mais on ignore si les œuvres trouvées au large de Mahdia sont des pièces originales ou des copies réalisées à Athènes,. Le groupe statuaire du Nain au voile relevé sur le visage et de la Naine au manteau frangé a été créé à Alexandrie ; l'archétype de la troisième statuette couronnée de lierre est arrivé plus tardivement à Athènes. Les représentations de ces personnages en ronde-bosse sont exceptionnelles : l'une des danseuses a un aspect obscène marqué, ce caractère étant moindre sur la seconde ; le bouffon est quant à lui laid, borgne et grimaçant.
Les danses de nains étaient liées aux cultes de Dionysos et Cybèle mais furent diffusées dans la vie profane. La fonction du groupe trouvé lors des fouilles était ornementale et non religieuse.

###### Éros citharède
Selon Merlin et Poinssot, cet Éros de 42 centimètres, avec des ailes aux pieds et couvert de bijoux, joue de la cithare en chantant. La statuette a un anneau entre les omoplates afin de pouvoir l'accrocher. Selon Stephanie Böhm, la divinité ne chante pas mais sourit. La restauration française de l'œuvre a été excessive et n'a pas respecté les éléments assurés de fixation de l'instrument de musique. La représentation est typique de l'époque hellénistique ; une autre statuette représentant la divinité a aussi été retrouvée dans la cargaison, mais en terre cuite.

###### Satyre prêt à s'élancer

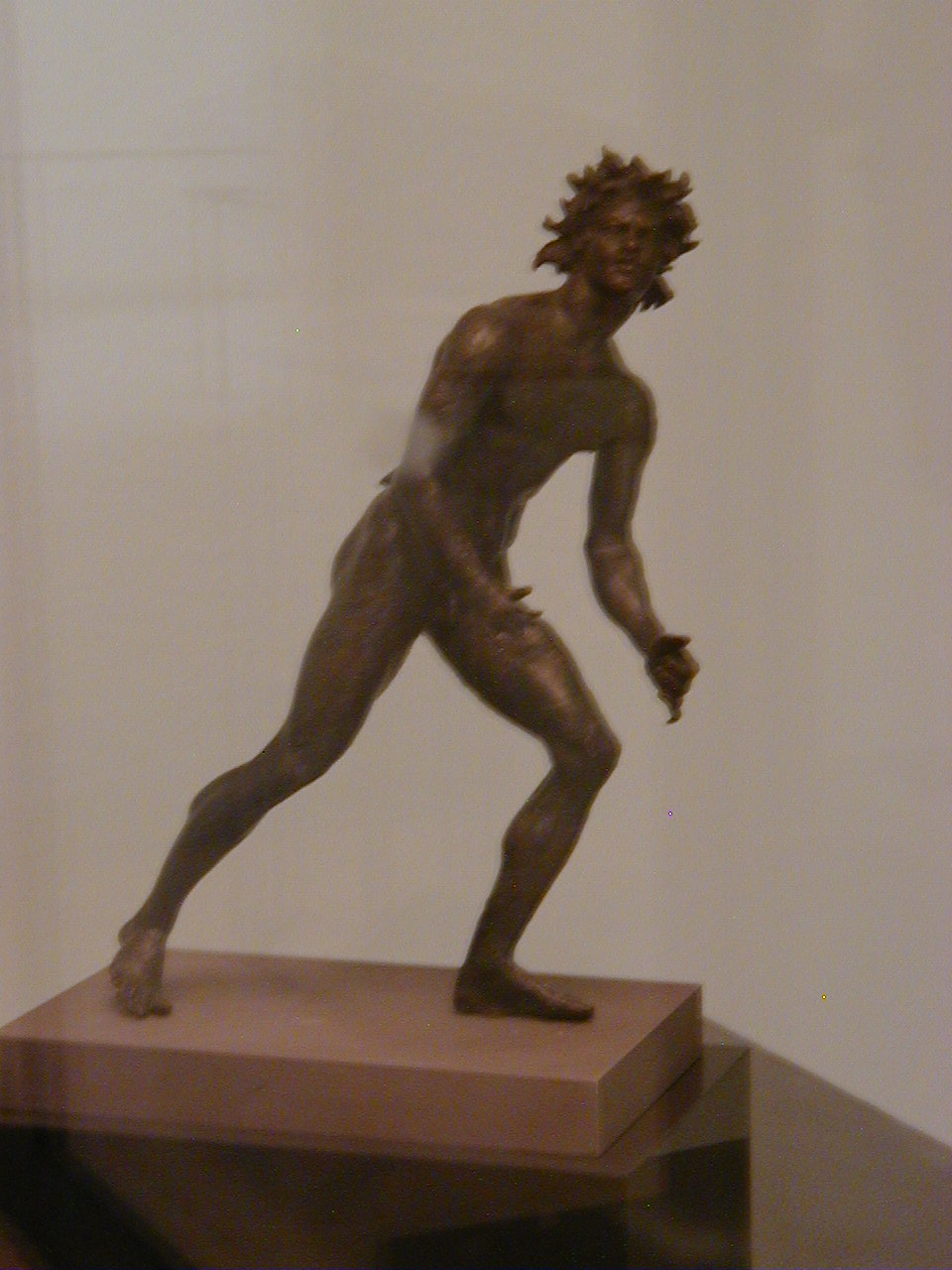
Satyre prêt à s'élancer.

L'œuvre nerveuse, pleine de mouvements, est caractéristique des créations de l'époque hellénistique. De forme élancée et avec des cheveux en broussaille, la statuette mesure 35 centimètres. Selon Merlin et Poinssot, une autre statuette devait lui faire pendant. Une autre statuette de satyre plus petite a été retrouvée dans l'épave. Le satyre prêt à s'élancer a été daté du dernier quart du IIe siècle av. J.-C. Il devait être muni d'un récipient léger comme un cruchon ou tout autre permettant de boire.

###### Hermès orateuraux chevilles ailées

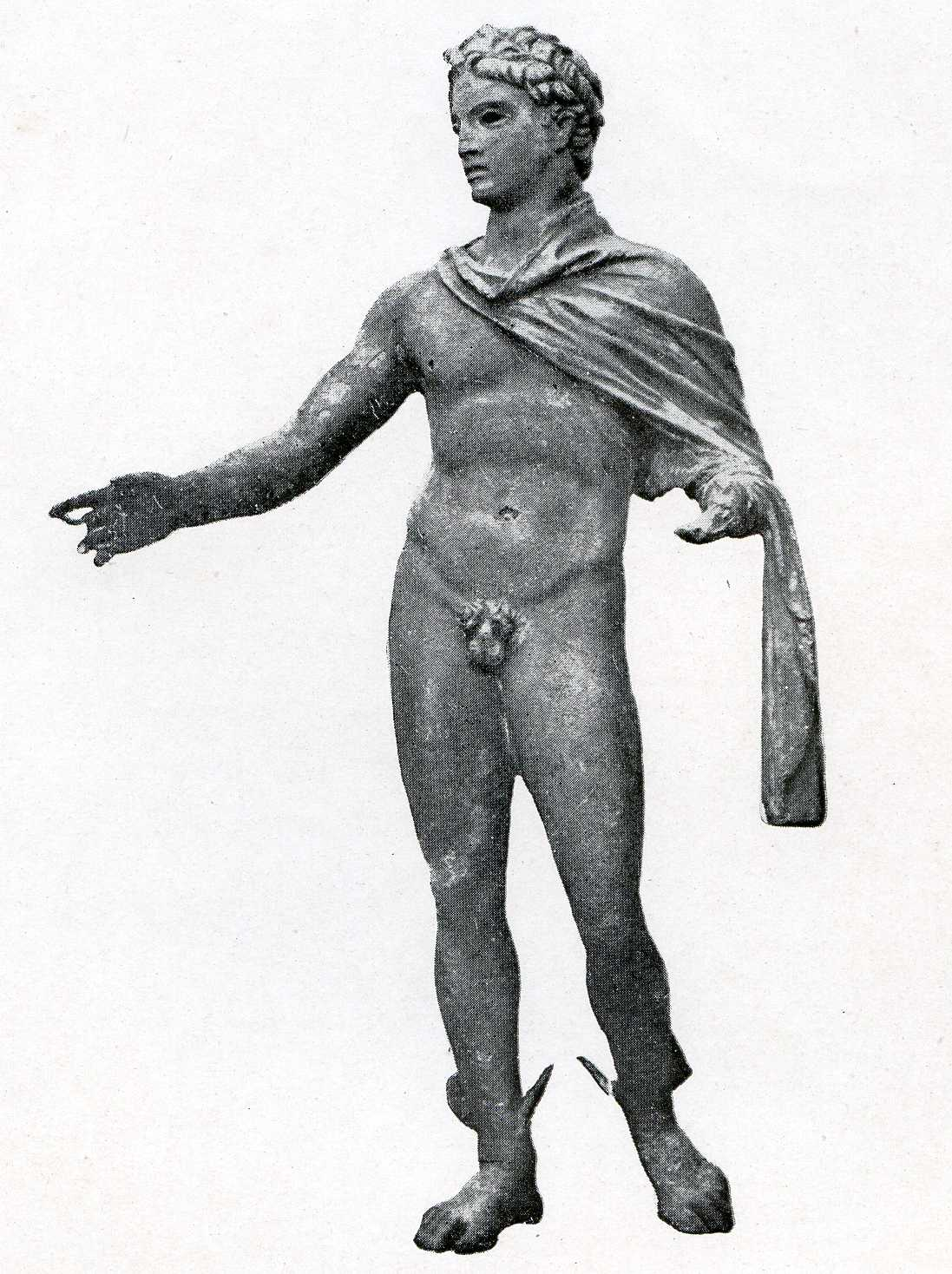
Hermès orateur aux chevilles ailées.

Vêtu d'une chlamyde, cet Hermès orateur aux chevilles ailées de 32 centimètres de haut se tient debout, la main droite avancée et le talon gauche soulevé. Selon Merlin et Poinssot, la main gauche devait tenir un caducée.

###### HermaphroditeetÉros androgyne, porte-flambeaux qui tenaient une torche
La statuette d'Hermaphrodite servait aussi de torche mais il en manque la partie supérieure. Ces statuettes servaient de lampes à huile : une ouverture faite derrière la tête permettait d'introduire l'huile, un couvercle permettant de la refermer. Les statuettes ont été datées d'environ 100 av. J.-C. et appartiennent à un type très rare ; quatre exemplaires seulement existent.

###### Bustes de Dionysos et Ariane

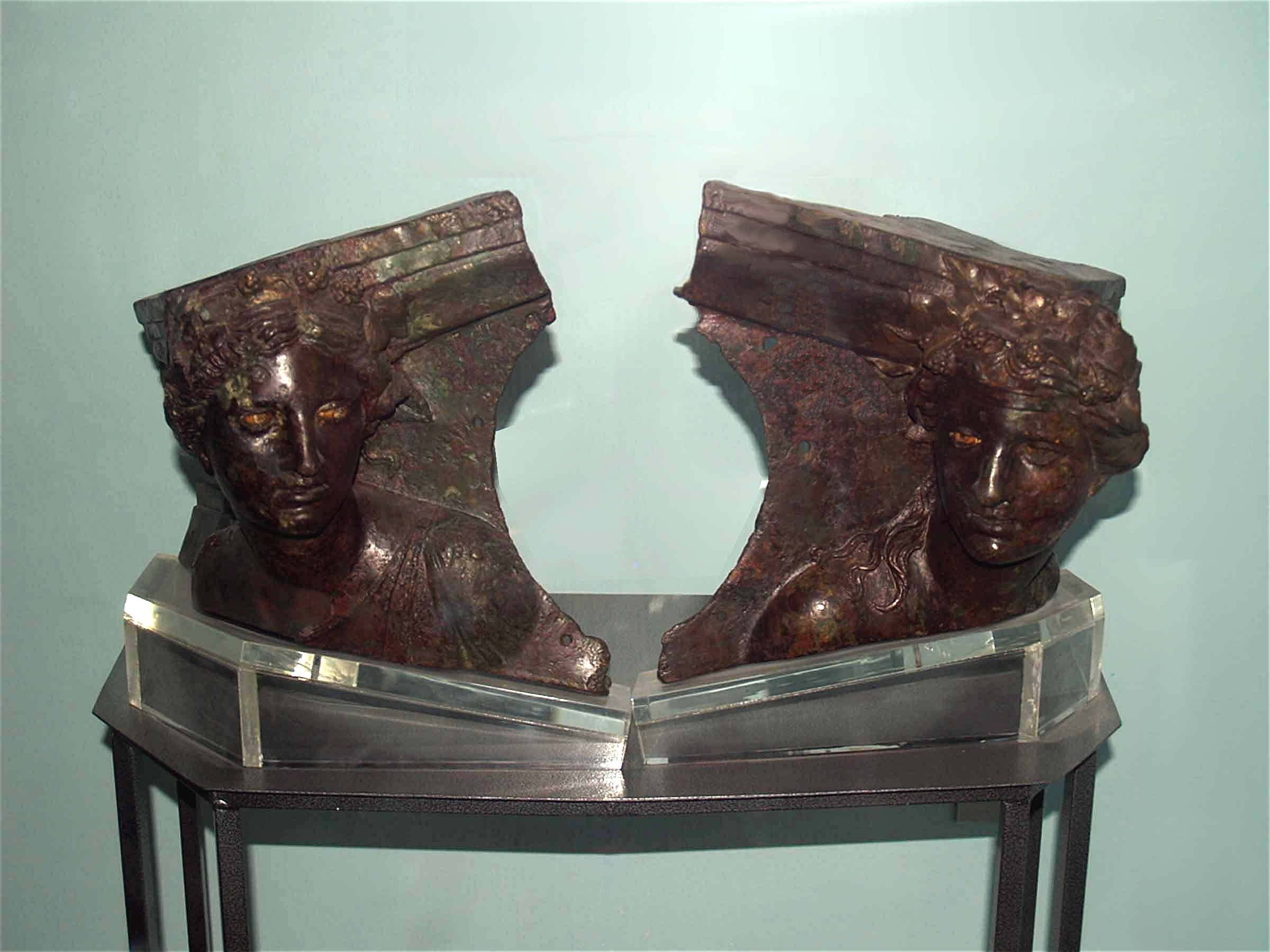
Figures de proue de Dionysos et Ariane.

Les deux figures de Dionysos et Ariane se tiennent face à face. Leurs pupilles (qui ont disparu) et les globes de leurs yeux étaient d'une autre matière. Les sculptures étaient peut-être destinées à orner la proue d'un navire ou une fontaine du type de celle de Samothrace. La fontaine, située sur une place ou dans un lieu de culte du Pirée, aurait alors porté une statue de Victoire comme à Samothrace.
Le thème du mariage des deux divinités est fréquent à l'époque. L'œuvre est datée d'environ 120 av. J.-C. et a été arrachée de son emplacement initial lors du pillage de 86 av. J.-C..

###### Autres statuettes retrouvées

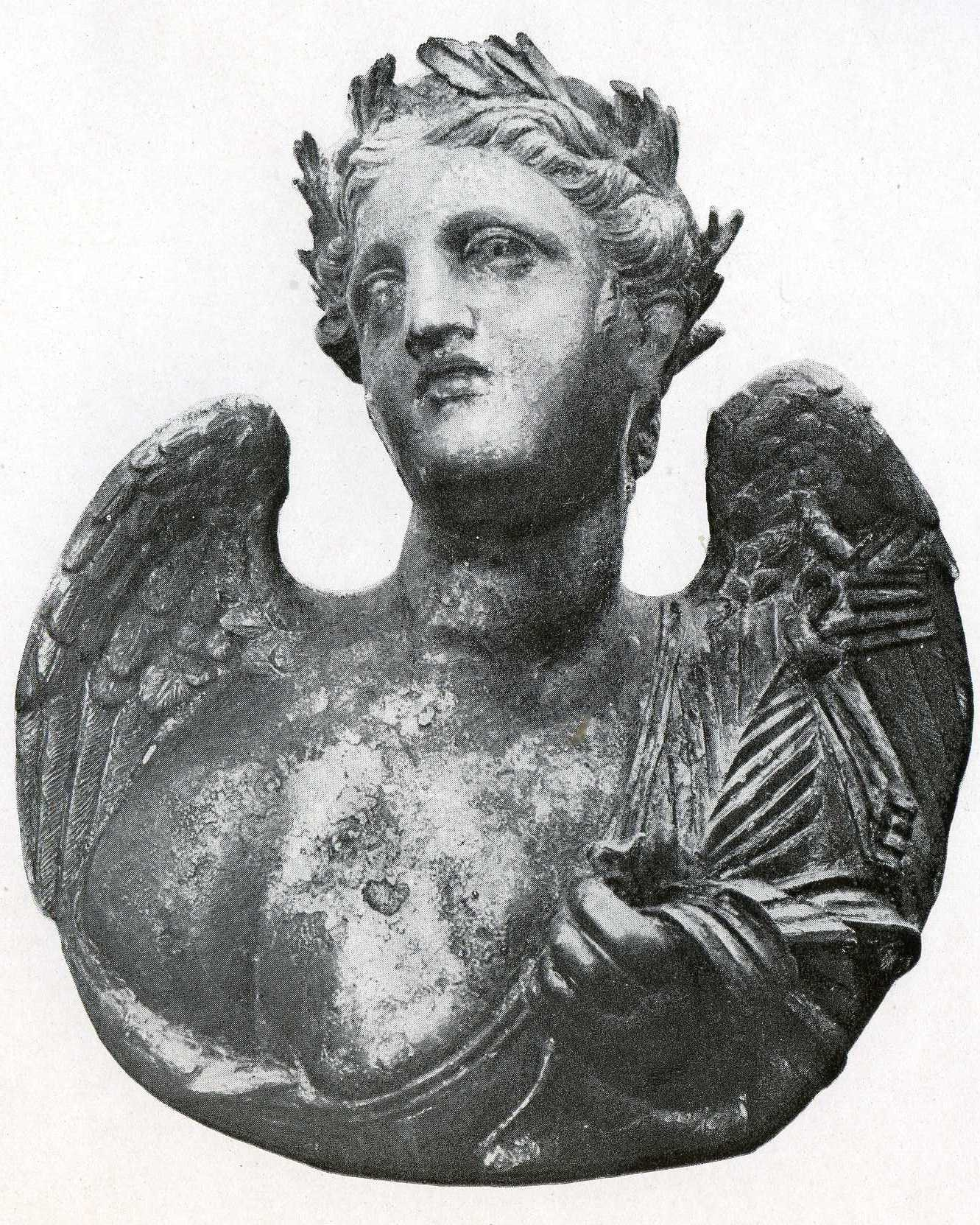
Buste de Niké dans le Catalogue du musée Alaoui.

Un acteur comique sur une base arrondie de treize centimètres de haut, un autre acteur masqué et barbu de dix centimètres, un Éros qui danse de treize centimètres, deux satyres d'environ vingt centimètres chacun qui appartenaient à un meuble, deux lévriers à demi-couchés étaient également présents dans cette cargaison. Les deux comédiens, du Ier siècle av. J.-C., appartenaient à un décor de triclinium : alors que le comédien debout était fixé à un service de vaisselle pour distribuer des amuse-bouches, le second servait à décorer un candélabre ou une table.
Par ailleurs, certaines des appliques en forme de bustes sont en très mauvais état de conservation. Cependant, une Niké couronnée de laurier et une Athéna casquée ont été retrouvées en très bon état. Quatre appliques représentant Athéna ont été retrouvées mais l'une d'entre elles est très corrodée. Une Athéna est représentée avec une peau de chèvre sur l'épaule, la Victoire tient pour sa part une palme et un ruban, ses symboles.
Enfin, des éléments de décor divers dont des panthères, griffons, masques comiques, satyres, protomés de cheval hennissant, de mulet et de canard ayant appartenu à des décorations de lit, figuraient dans la cargaison. Les masques de comédie décoraient un seau en bronze, certains griffons étaient fixés à un meuble alors que d'autres l'étaient à un trépied. Les panthères étaient placées par paire sur un char qui accueillait également les têtes de Pan saillantes, destinées à servir de soutien, et des chiens de chasse couchés. Les canards ornaient pour leur part un objet en bois, un taureau qui se lèche les babines était destiné à un ustensile culinaire.

#### Mobilier

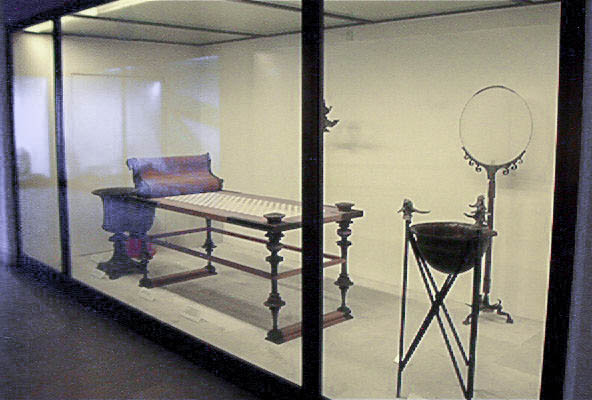
Lit avec éléments de bois reconstitués, trépied et miroir.

Des éléments de mobilier à armature de bronze ont été restaurés avec des parties en bois reconstituées. Des lits ou klinés, (dont environ vingt étaient présents sur le navire), parfois hauts de 93 à 99 centimètres, ont été probablement faits sur Délos. L'intérieur des pieds et du cadre des lits comporte des chiffres grecs gravés. Trois lits reconstruits ont fait l'objet d'une restauration soignée et d'un retrait des matériaux de restauration anciens. Le montage qui a été effectué au Rheinisches Landesmuseum Bonn a modifié la forme précédemment connue pour ces meubles sortis de l'épave.
De plus, les archéologues ont retrouvé des trépieds et braseros dont l'un monté sur des roulettes et orné de têtes de lions et de têtes de satyre rieur. Les roulettes se trouvant à l'arrière des pieds, le brasero pouvait être tiré par l'anneau dans la gueule des lions situés sur un côté, les deux autres côtés étant décorés par deux masques de satyres. En outre, des miroirs à chaudron damasquinés, des appliques, et des lampadaires et lampes portatives ont été remontés à la surface.
Cinq candélabres à fût cannelé ont été identifiés, dont deux seulement étaient en assez bon état de conservation au moment de leur découverte. Hauts de deux mètres environ, réalisés en trois marbres différents, ils étaient constitués de trois parties : une base à trois faces, un fût avec plateaux et une coupe. La base haute de 1,05 mètre possède aux angles un protomé de griffon ; le fût mesure 82 centimètres et comporte quatre plateaux. C'est sur la coupe supérieure qu'était posé le pot à feu qui servait à brûler les parfums. Selon Merlin et Poinssot, les candélabres devaient être peints et rehaussés de dorure au moment de leur mise en place. Issus d'un atelier athénien de productions en série de la fin du IIe ou du début du Ier siècle av. J.-C., ils ont été embarqués sur le navire sans être assemblés. Les pièces, destinées à Rome ou à l'Italie centrale, sont les plus anciennes de leur type attestant une fabrication grecque à destination du bassin occidental de la Méditerranée.
Des éléments de candélabre de bronze ornés de bobèches, feuilles d'acanthe et deux satyres ont été reconnus dans ce qui était considéré d'abord comme des fragments isolés. Cinq candélabres de bronze au moins se trouvaient sur le navire, dont trois ont été restitués assez rapidement, même si les découvertes des éléments s'étalent entre 1907 et 1913. De plus, les fragments sont peu nombreux, en mauvais état de conservation et doivent être répartis entre différentes pièces dont le fût avait des formes diverses ; ils étaient destinés selon François Baratte à porter des lampes. Même si des comparaisons peuvent être établies avec des mobiliers similaires trouvés à Pompéi ou Herculanum, l'étude générale de ce type d'équipement est difficile à faire du fait du faible effectif de la série datée de l'époque classique et hellénistique. Les pièces de Mahdia possèdent une « facture élégante et nerveuse » selon Baratte, la forme des chapiteaux permettant de proposer une datation de la fin du IIe siècle av. J.-C.. Les divers éléments pouvaient être réalisés dans divers ateliers et la diversité des motifs conservés (feuilles d'acanthe, patte à tête humaine, feuilles d'eau, etc.) place cette production à la fin de l'époque hellénistique.

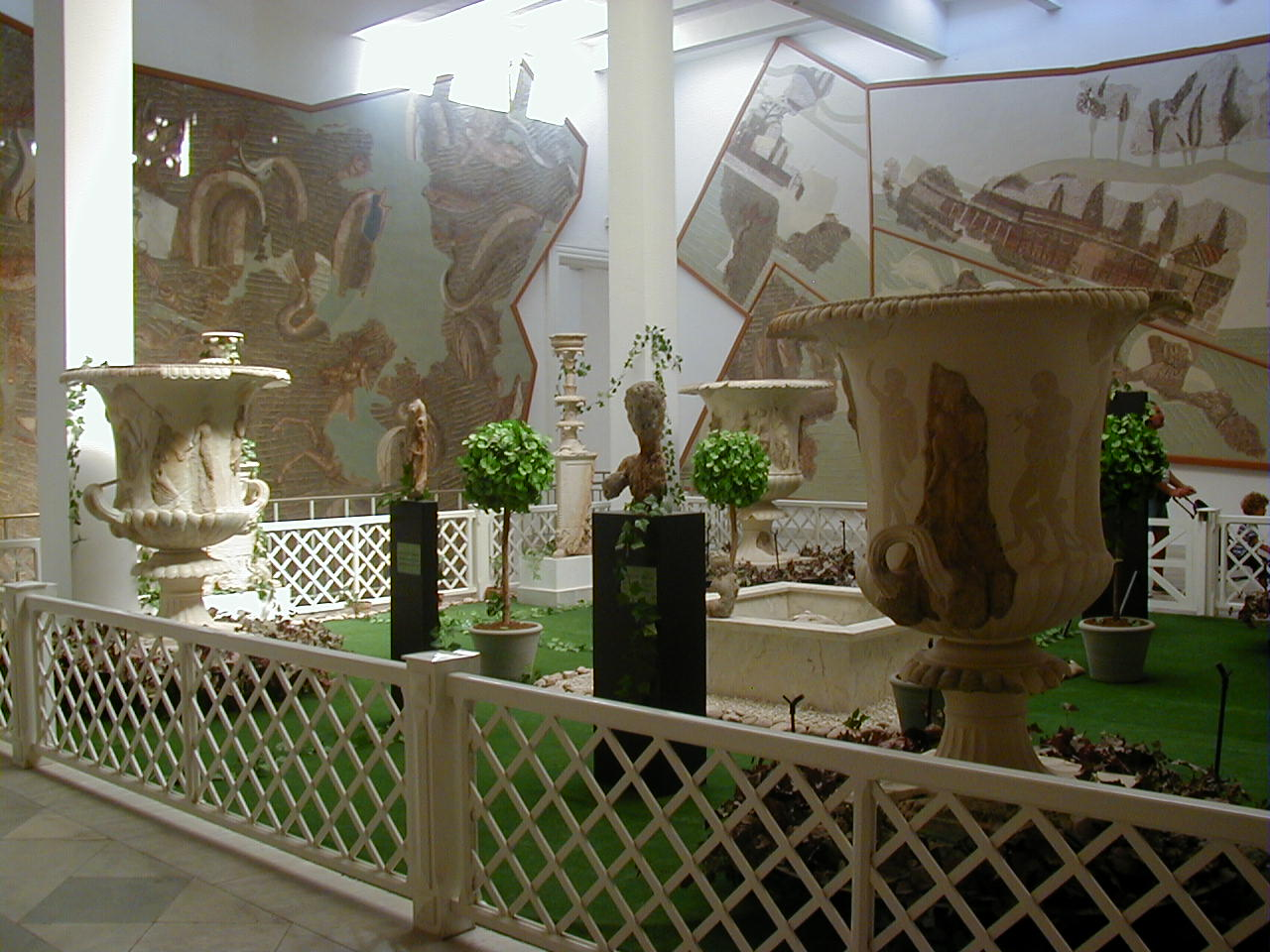
Jardin reconstitué au musée national du Bardo, avec trois cratères, un candélabre de marbre à l'arrière-plan, des sculptures et le bassin d'agrément orné d'enfants jouant avec l'eau.

Ces éléments, liés à la vie quotidienne, ont pu servir de décor pour une salle à manger, certains étant destinés à orner une fontaine voire la proue du navire.
De nombreux fragments de décor en os avec une plaque ornée d'un Éros appartenaient à un coffret de vingt-deux centimètres sur onze et douze centimètres de profondeur.
Un certain nombre d'éléments de mobilier en marbre était destiné à orner un jardin d'agrément qui a été reconstitué au musée national du Bardo : les cratères de marbre fabriqués en Grèce étaient répandus dans la classe dirigeante d'Italie ; un vase similaire, le vase Borghèse trouvé à Rome vers 1566 dans les Jardins de Salluste, est présent au musée du Louvre. Le traitement des cratères utilise des motifs créés spécifiquement pour le client italien et dépasse donc la simple copie.
Les vestiges d'au moins douze cratères ont été retrouvés dont huit ne sont connus que par fragments. Quatre ont été restaurés dont l'un surtout est bien conservé. Les cratères retrouvés sur l'épave sont les plus anciens de la série de cratères de marbre connus à ce jour. L'apogée du type est datée du règne d'Auguste, et donc largement postérieure aux objets découverts au large de Mahdia.
La vasque du cratère est évasée avec deux anses à la base et un pied à cannelure. Sur des frises de cortèges dionysiaques sont représentés Dionysos, satyres, Silènes et Bacchantes. Les cratères ont été datés du début du Ier siècle av. J.-C., même si certains auteurs dont Friedrich Hauser les font remonter au IIe siècle av. J.-C.. Le répertoire utilisé est hellénistique mais la structure en reste classique.
Selon Merlin et Poinssot, les candélabres et les cratères de la cargaison, imitant de pareils objets de bronze, sont issus d'ateliers néo-attiques. Les cratères appartiennent à l'époque de l'hellénisme tardif, les formes anciennes utilitaires étant mises au service de nouvelles fonctions ornementales.
Les cratères et candélabres de marbre, tout comme les autres éléments de ce matériau, ont fait l'objet d'un nettoyage et d'une restauration soignée, l'équipe allemande ayant procédé au remplacement des tiges de laiton placées lors de la première restauration par de l'acier traité spécifiquement.
Une partie des éléments retrouvés a été organisée comme dans le jardin auquel ils étaient destinés, selon l'otium cher aux classes aisées romaines, au sein du musée national du Bardo. L'épave date d'une époque où règne la vogue des jardins dits horti marmorei (« jardins de marbre ») avec, outre les cratères et les candélabres, des statues de Niobides. Les cratères auraient pu contenir des végétaux, comme dans la mosaïque d'Ikarios trouvée à Oudna, mais aussi servir de fontaine. Les éléments pouvaient être placés isolément dans la verdure d'un jardin ou orner des portiques. Le fait d'avoir des éléments semblables ne doit cependant pas amener à considérer des commanditaires différents car il était fréquent de trouver les mêmes éléments dans un lieu, en deux ou même quatre exemplaires.

Éléments du mobilier de l'épave
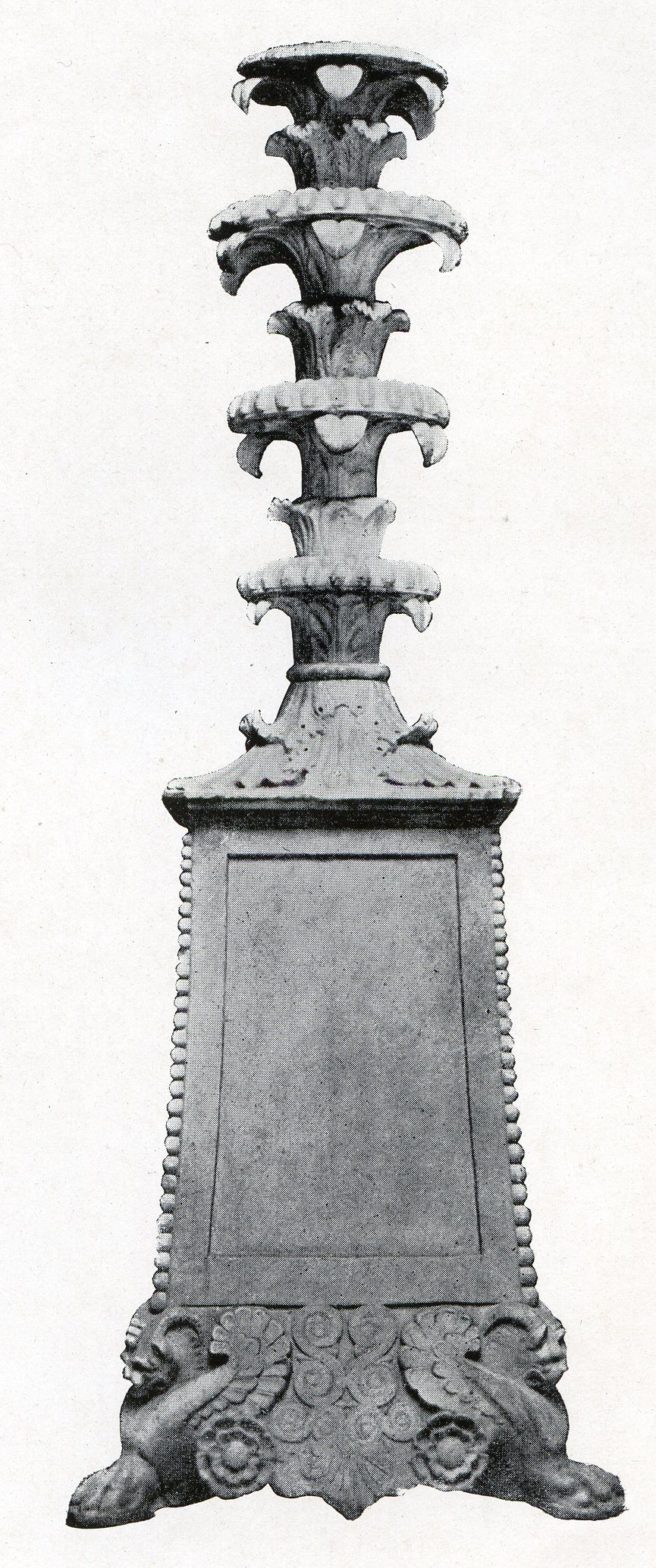
Un des candélabres de marbre du Bardo dans le Catalogue du musée Alaoui.
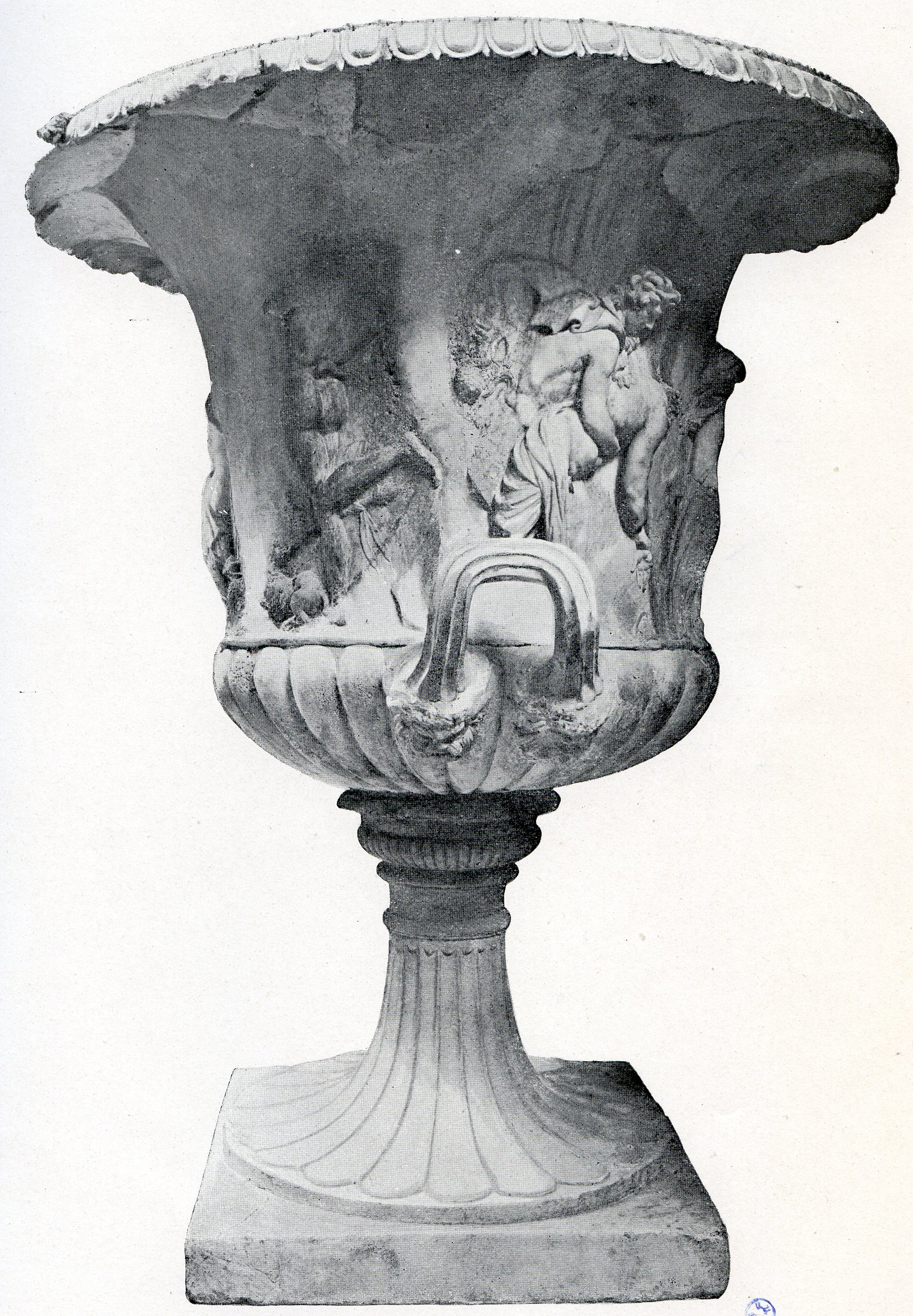
Un des cratères de marbre du Bardo dans le Catalogue du musée Alaoui.
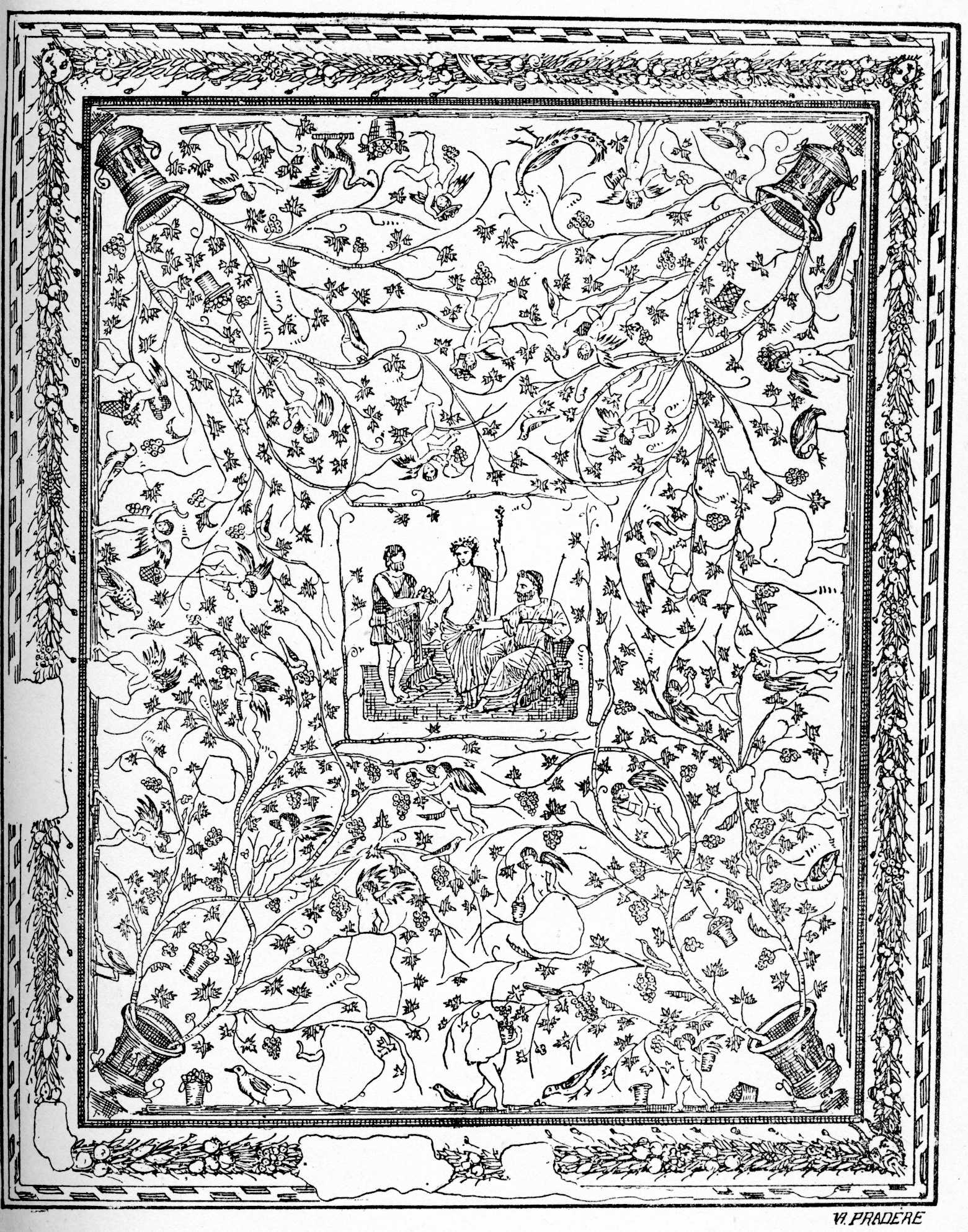
Mosaïque d'Ikarios d'Oudna avec de la végétation sortant de cratères analogues à ceux de la cargaison du navire (Catalogue du musée Alaoui).

#### Autres éléments

##### Éléments architecturaux
Quelques-unes des 70 colonnes de marbre du chargement sont exposées même si la majeure partie d'entre elles ont été laissées dans l'épave du fait de leur poids et des difficultés inhérentes à leur manipulation. Les fûts de colonne, destinés à la Méditerranée occidentale, avaient une très grande valeur marchande du fait qu'ils étaient monolithiques. Les colonnes n'étant pas cannelées pour ne pas subir de dommages, elles étaient juste sorties de la carrière au moment de leur dépôt dans le navire, car l'opération était réservée à la fin du chantier de construction.

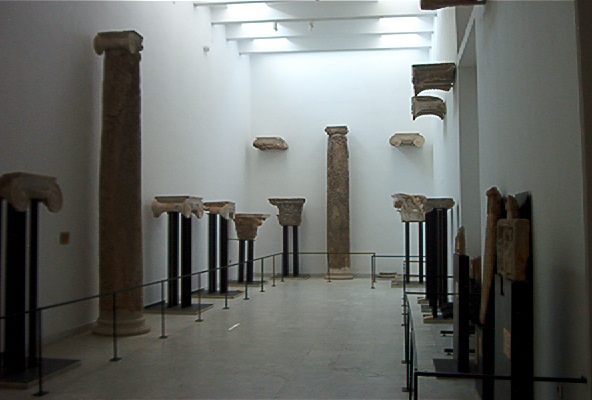
Fragments d'éléments d'architecture d'origine grecque au musée du Bardo.

Des chapiteaux de marbre, certains d'ordre dorique mais surtout ionique, figurent dans le même espace. Ils ont été étudiés par Roland Martin et Alexandre Lézine. La majeure partie des chapiteaux découverts était d'ordre ionique ; certains étaient aussi ornés de griffons, un genre rencontré à Athènes, ce qui confirme l'hypothèse du lieu d'embarquement du navire et de sa cargaison. Les pièces sont de styles et d'époques différents même si elles appartiennent toutes à l'époque hellénistique, d'un type apprécié entre 150 et 50 av. J.-C., en particulier dans la première moitié de cette période. Des bases ioniques ont aussi été retrouvées, outre d'autres éléments en nombre réduit destinés à un réemploi. Les bases étaient de type ionique attique<. Naïdé Ferchiou souligne la difficulté de datation causée par la diversité des styles et en appelle à des études complémentaires, en particulier l'analyse des marbres et des apports de la céramologie, pour dater de façon plus fine le naufrage et éclairer la route suivie par le navire. L'étude des influences et des courants artistiques pourrait en bénéficier et l'on pourrait relever, si l'ensemble du marbre est du Pentélique, l'éclectisme des ateliers qui auraient pu selon Ferchiou « échappe[r] partiellement à la sclérose due à une répétition servile de formes anciennes », en particulier par l'usage de motifs répondant aux désirs des acheteurs. Le même chercheur pense dans la même hypothèse que le lot aurait comporté, outre des éléments de commande, un fond d'invendus d'atelier.
Si le marbre est d'origine diverse, le chercheur évoque une hypothèse alternative tournant autour d'un armateur commerçant allant jusqu'en Espagne. Pour la question des commanditaires, le même auteur n'écarte pas les princes numides, outre Rome qui est le plus citée par les spécialistes.
Les chapiteaux à tête de griffon-lion étaient destinés sans doute au même édifice. Leur élaboration a été le fait de deux groupes d'artisans dans un contexte athénien néo-attique de production à destination du marché romain. La forme initiale de ce type spécifique de chapiteaux était de plus petite taille que ceux découverts dans l'épave ; de ce fait, le chargement de Mahdia semble être une commande spéciale.

##### Autres éléments de marbre
Quatre inscriptions et reliefs du IVe siècle av. J.-C., plus précisément de la seconde moitié du siècle, ont été dégagés. Deux inscriptions grecques présentent des décrets de galère sacrée. Gravées sur une stèle de 75 centimètres et une colonnette de 1,25 mètre, dont l'une est antérieure à 322-321 av. J.-C., elles étaient érigées dans la chapelle du Paralion au Pirée. Une autre stèle très endommagée de 1,30 mètre comportant un texte de 91 lignes décrivant des dons effectués par les Athéniens à Ammon est également exposée, tout comme l'épitaphe d'un homme du dème de Phlyées. Des ex-voto sur plaques de marbre (35 cm × 56 cm et 30 cm × 53 cm) montrent Asclépios sur un lit, devant une table couverte de mets, et Hygieia, face à lui avec un serviteur ou échanson, recevant des offrandes de la part d'adorateurs. Deux autres reliefs moins bien conservés représentent l'un Cybèle tenant un tympanon, l'autre Ammon. Ce dernier est daté précisément de 363-362 av. J.-C. par une inscription.
Les inscriptions ne sont pas d'une belle réalisation, sauf une qui a probablement été réalisée à des fins d'exportation. Merlin et Poinssot considèrent que ces derniers proviennent de l'Asclépéion du Pirée. De style attique assuré, les stèles confirment donc le Pirée comme lieu d'embarquement et, selon Merlin et d'autres à sa suite comme Werner Fuchs, servaient peut-être de lest au navire ou étaient destinés à des clients curieux de posséder ce type d'antiquité grecque. Leur présence à bord du navire comme lest est désormais rejetée ; elles ont peut-être servi à stabiliser le reste du chargement ou sont le reliquat d'un précédent voyage du navire. Uta Suzanne Kuntz pense pour sa part qu'il s'agit de marchandises destinées à être vendues comme le reste de la cargaison.
D'autres reliefs grecs ont été trouvés dans les villas de l'aristocratie à Rome, en particulier sur l'Esquilin. Ces reliefs avaient pour but de marquer le niveau d'instruction et la richesse de leurs propriétaires, d'où le peu d'importance accordé aux qualités artistiques des œuvres, même si le choix s'est généralement porté vers des objets anciens, du IVe siècle av. J.-C.. L'objectif n'était pas que décoratif car il s'agissait aussi de donner un aspect religieux aux lieux ornés par ces objets,.
L'intérêt pour les inscriptions est beaucoup plus tardif, datant de la Renaissance, et rend la découverte difficile à interpréter.

Éléments en marbre de la cargaison
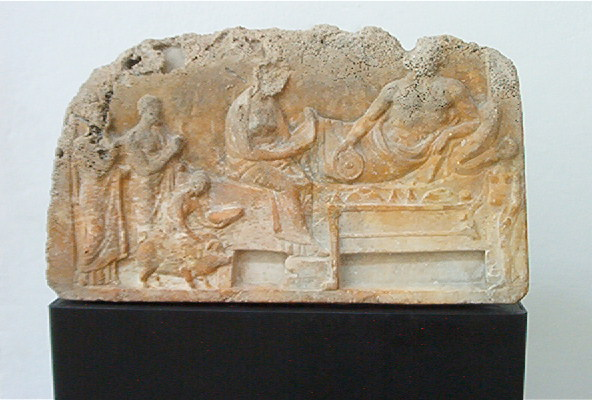
Asclépios et Hygieia recevant des offrandes.
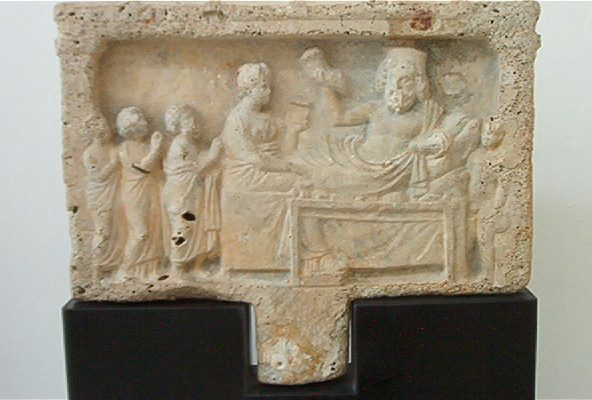
Asclépios et Hygieia recevant des offrandes.
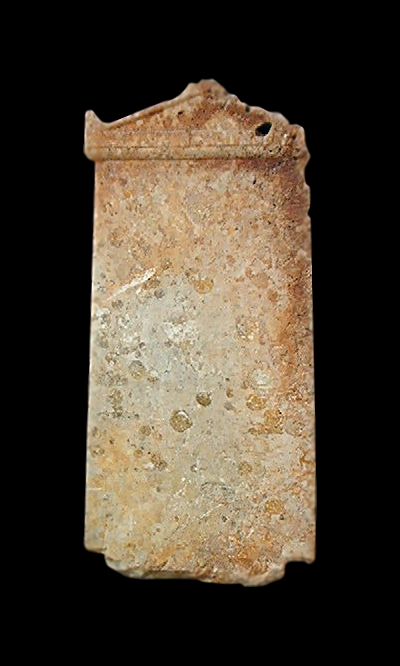
Stèle.

##### Autres éléments trouvés sur le site
Outre les éléments cités précédemment, les fouilles ont livré un mobilier divers et d'importance variable.

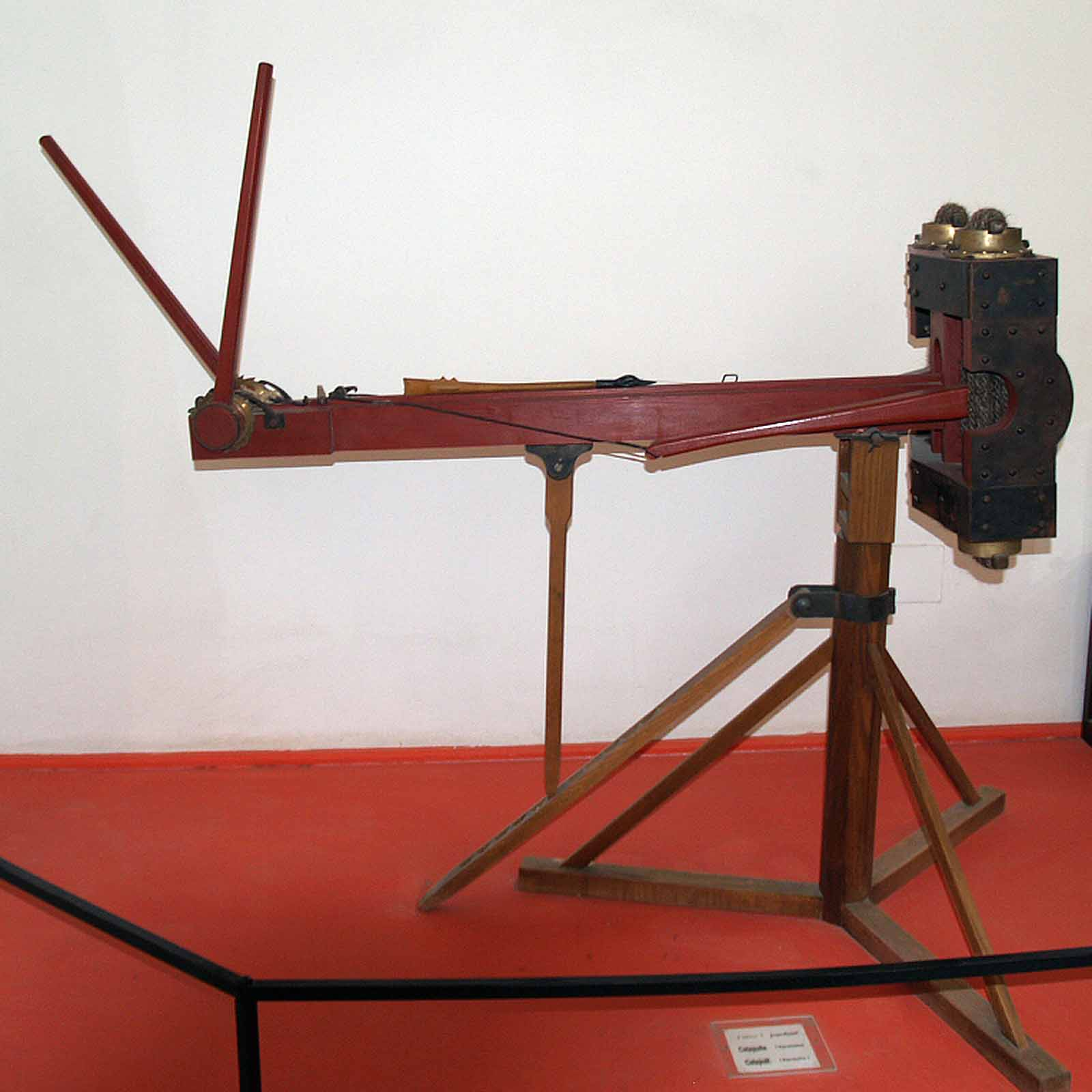
Arbalète reconstituée.

Les archéologues ont retrouvé six éléments de trois armes dont deux catapultes et une arbalète destinés à une réutilisation de leur métal. Aucune arme complète n'était présente à bord. Cinq meules, dont deux du type standardisé dit « moulin à levier d'Olynthe » et trois de type moulin tournant et rotatif, se trouvaient sur le bateau. Certaines meules étaient usées et leur présence ne peut s'expliquer que pour servir de lest ou de ballast, une autre ayant pu servir pour moudre le grain destiné aux marins.
Merlin a signalé la découverte de nombreux os d'animaux, vertèbres, côtes et mâchoires, qu'il considérait comme destinés à nourrir l'équipage. Les objets de céramique trouvés lors des fouilles étaient destinés à l'usage des marins et témoignent par leur diversité des circuits effectués par les marins : des objets d'origine italienne cohabitent avec d'autres d'origine athénienne ou provenant d'Asie Mineure. Le navire contenait aussi un certain nombre d'amphores d'origines diverses : punique, espagnole et de type Dressel. Le type d'amphore le plus récent, Dressel 1 B/Will 4 b, permet de donner une date terminale au naufrage, la deuxième ou la troisième décennie du Ier siècle av. J.-C.. Des tuiles ont également été trouvées à l'emplacement de la cuisine du bateau. Quatre monnaies de bronze mal conservées appartiennent quant à elles à un type du Ier siècle av. J.-C., confirmant l'interprétation qui est celle des chercheurs depuis Merlin.
Par ailleurs, divers modèles de lampes à huile ont été remontés de l'épave : avec un, deux ou trois becs. Ces lampes, élaborées à la cire perdue, sont des produits de série. Une lampe de terre cuite a également été retrouvée avec sa mèche.
En outre, des plombs destinés à servir de sceaux ont été retrouvés autour d'amphores, avec une signature. Les chercheurs ont estimé que la façon de caractériser la marchandise était typique de l'Afrique du Nord et induisait donc une escale sur ces côtes.

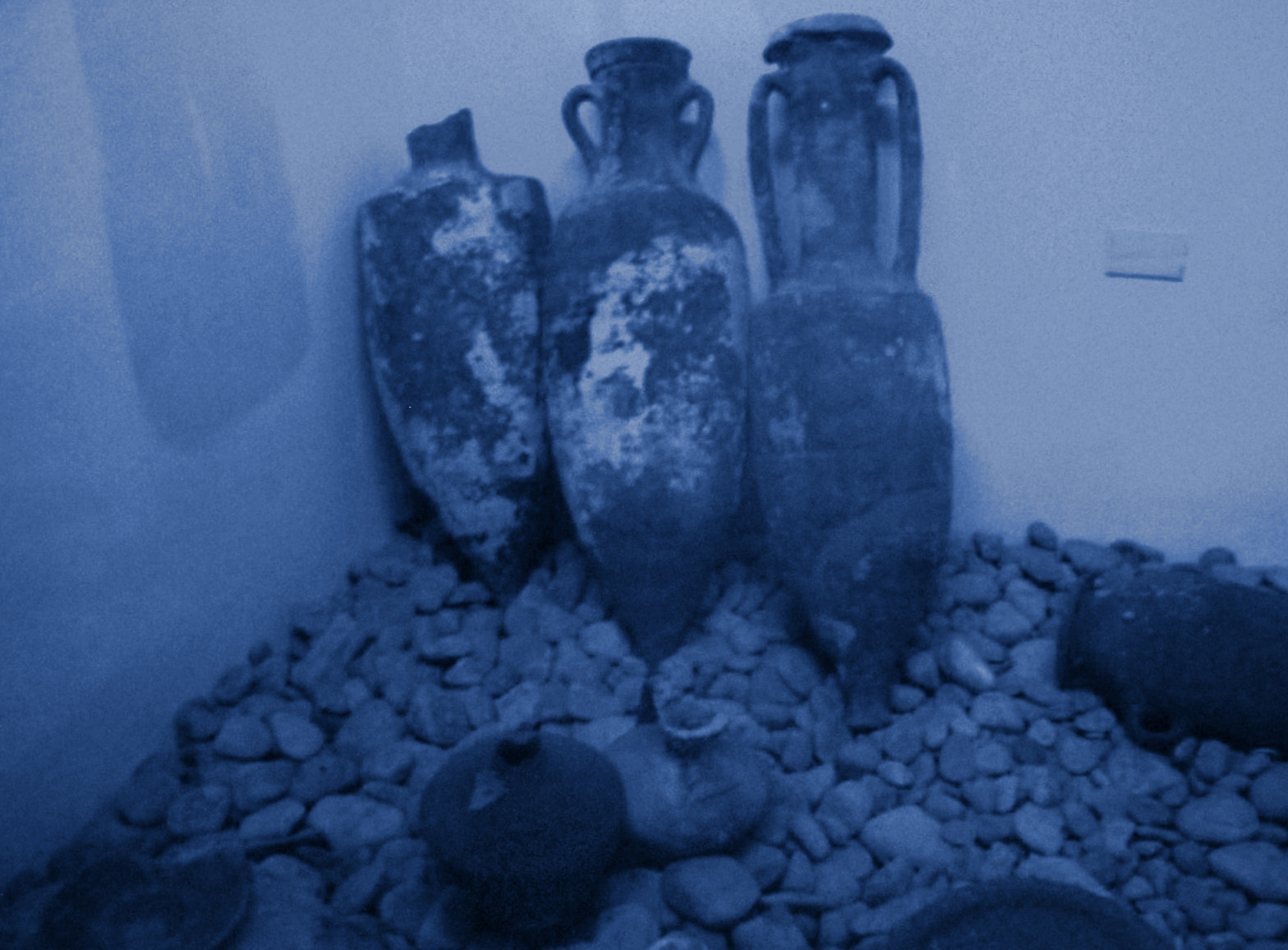
Amphores exposées.

Les chercheurs ont également réussi à reconstituer 17 pièces de vaisselle d'apparat en bronze dont certaines gardent des traces d'utilisation. Elles ont été datées des années 90-60 av. J.-C..
Par ailleurs, le lieu de production de douze lingots de plomb retrouvés a été identifié dans l'Espagne actuelle, en particulier la zone de Carthagène ou la Sierra Morena, lieu d'exploitation des mines de plomb destinées à l'exportation qui se faisait à l'époque par voie maritime. Les Romains reprirent des mines déjà exploitées par les Carthaginois, l'exploitation du plomb étant à mettre en relation avec celle de l'argent à l'époque. Ces lingots longs de quarante centimètres environ pèsent 31 à 34 kilos. Merlin et Poinssot leur donnèrent une provenance grecque, les mines du Laurion, même si cette provenance a fait débat dès leur époque, en particulier du fait de la révolte servile de 104-103 av. J.-C. Les lingots portaient en effet une estampille en latin dont certaines portent un nom sans cognomen, qui devient d'un usage plus fréquent après Sylla. La présence du plomb sur le navire est due à une prévision pour d'éventuelles réparations de la coque doublée de ce métal. Le plomb n'a pas été attaqué par son séjour en mer.

#### Français
- François Baratte, « La trouvaille de Mahdia et la circulation des œuvres d'art en Méditerranée », dans Carthage : l'histoire, sa trace et son écho, Tunis, Alif, 1995, p. 210-220.
- Aïcha Ben Abed-Ben Khedher, Le musée du Bardo, Tunis, Cérès, 1992 (ISBN 997370083X).
- Fernand Benoit, « L'archéologie sous-marine en France », CRAI, vol. 105, no 2,‎ 1961, p. 339-348 (lire en ligne, consulté le 20 janvier 2021).
- René Cagnat, « Les fouilles sous-marines de Mahdia », Revue de l'Art, vol. I,‎ 1911, p. 321 et suiv.
- Jean-Michel David, La République romaine, de la deuxième guerre punique à la bataille d'Actium (218-31) : crise d'une aristocratie, t. 7, Paris, Éditions du Seuil, coll. « Nouvelle Histoire de l'Antiquité » (no 7), 2000, 310 p. (ISBN 2-02-023959-0).
- Frédéric Dumas (préf. Michel Mollat), Épaves antiques : introduction à l'archéologie sous-marine méditerranéenne, Paris, Maisonneuve et Larose, 1964, 188 p.
- Guy de Frondeville, Les Visiteurs de la mer, Paris, Le Centurion, 1956, 246 p.
- Marcel Le Glay, Rome : grandeur et déclin de la République, Paris, Perrin, 2005 (ISBN 2262018979).
- Marcel Le Glay, Jean-Louis Voisin et Yann Le Bohec, Histoire romaine, Paris, Presses universitaires de France, 1999 (ISBN 2130464475).
- Alfred Merlin, « Annonce de la découverte à Mahdia de statues et de fragments d'architecture en bronze », CRAI, vol. 51, no 6,‎ 1907, p. 317 (lire en ligne, consulté le 20 janvier 2021).
- Alfred Merlin, « Recherches sous-marines près de Mahdia (Tunisie) », CRAI, vol. 52, no 8,‎ 1908, p. 531-541 (lire en ligne, consulté le 20 janvier 2021).
- Alfred Merlin, « Statues de bronze trouvées près de Mahdia », CRAI, vol. 52, no 4,‎ 1908, p. 245-254 (lire en ligne, consulté le 20 janvier 2021).
- Alfred Merlin, « Fouilles sous-marines à Mahdia (Tunisie) », CRAI, vol. 53, no 6,‎ 1909, p. 419-421 (lire en ligne, consulté le 20 janvier 2021).
- Alfred Merlin, « Fouilles sous-marines de M. Merlin à Mahdia (Tunisie) », CRAI, vol. 53, no 6,‎ 1909, p. 436 (lire en ligne, consulté le 20 janvier 2021).
- Alfred Merlin, « Fouilles sous-marines de M. Merlin à Mahdia (Tunisie) », CRAI, vol. 53, no 6,‎ 1909, p. 442-443 (lire en ligne, consulté le 20 janvier 2021).
- Alfred Merlin, « Les recherches sous-marines de Mahdia (Tunisie) en 1909 », CRAI, vol. 53, no 10,‎ 1909, p. 650-671 (lire en ligne, consulté le 20 janvier 2021).
- Alfred Merlin, « Annonce de la reprise des fouilles sous-marines de Mahdia (Tunisie) », CRAI, vol. 54, no 4,‎ 1910, p. 223 (lire en ligne, consulté le 20 janvier 2021).
- Alfred Merlin, « Les recherches sous-marines de Mahdia (Tunisie) en 1910 », CRAI, vol. 54, no 6,‎ 1910, p. 585-589 (lire en ligne, consulté le 20 janvier 2021).
- Alfred Merlin, « Nouvelle statuette en bronze découverte à Mahdia (Tunisie) », CRAI, vol. 54, no 4,‎ 1910, p. 268-269 (lire en ligne, consulté le 20 janvier 2021).
- Alfred Merlin, « Nouvelles des fouilles de Mahdia (Tunisie), découverte de statuettes », CRAI, vol. 54, no 4,‎ 1910, p. 243 (lire en ligne, consulté le 20 janvier 2021).
- Alfred Merlin, « Statuettes en bronze découvertes à Mahdia (Tunisie) », CRAI, vol. 54, no 4,‎ 1910, p. 248 (lire en ligne, consulté le 20 janvier 2021).
- Alfred Merlin, « Nouvelles des fouilles de Mahdia (Tunisie) », CRAI, vol. 55, no 5,‎ 1911, p. 360-362 (lire en ligne, consulté le 20 janvier 2021).
- Alfred Merlin, « Les recherches sous-marines de Mahdia (Tunisie) en 1911 », CRAI, vol. 55, no 7,‎ 1911, p. 556-565 (lire en ligne, consulté le 20 janvier 2021).
- Alfred Merlin, « Nouvelles des fouilles sous-marines à Mahdia (Tunisie) », CRAI, vol. 57, no 4,‎ 1913, p. 273-274 (lire en ligne, consulté le 20 janvier 2021).
- Alfred Merlin, « Les recherches sous-marines de Mahdia (Tunisie) en 1913 », CRAI, vol. 57, no 7,‎ 1913, p. 469-481 (lire en ligne, consulté le 20 janvier 2021).
- Alfred Merlin, « Les fouilles sous-marines de Mahdia », La Revue maritime,‎ mai 1949.
- Alfred Merlin et Louis Poinssot, « Note sur les bronzes de Mahdia », CRAI, vol. 52, no 6,‎ 1908, p. 386-388 (lire en ligne, consulté le 20 janvier 2021).
- Alfred Merlin et Louis Poinssot, « Bronzes de Mahdia ayant décoré une trière athénienne », CRAI, vol. 55, no 2,‎ 1911, p. 206-210 (lire en ligne, consulté le 20 janvier 2021).
- Alfred Merlin et Louis Poinssot, Cratères et candélabres de marbre trouvés en mer près de Mahdia, Tunis/Paris, Tournier/Vuibert, 1930, 154 p.
- Antoine Poidebart, « Explorations sous-marines à Carthage et à Mahdia avec l'aviso Élie-Monnier du Groupe de Recherche sous-marine (juin 1948) », CRAI, vol. 92, no 3,‎ 1948, p. 379-382 (lire en ligne, consulté le 20 janvier 2021).
- Guy Rachet, Dictionnaire de l'archéologie, Paris, Robert Laffont, 1994, 1060 p. (ISBN 978-2221079041).
- Philippe Tailliez, « La galère de Mahedia », La Revue maritime,‎ mai 1949, p. 570-585.
- Collectif, La Tunisie, carrefour du monde antique, Dijon, Faton, coll. « Les dossiers d'archéologie » (no 200), 1994, 135 p. (ISBN 978-2-87844-020-1).

#### Allemand
- (de) Ursula Baumer, Mensun Bound, Fethi Chelbi, Dietger Grosser, Olaf Höckmann et Johann Koller, « Neue Forschungen zum antiken Schiffsfund von Mahdia (Tunesien) = New Research on the Ancient Boat Discovered in Mahdia (Tunisia) », Antike Welt, vol. 23,‎ 1995, p. 72-81.
- (de) Werner Fuchs, Der Schiffsfund von Mahdia, Tübingen, Ernst Wasmuth Verlag, 1963, 48 p.
- (de) Gisela Hellenkemper Salies, Hans-Hoyer von Prittwitz, Gaffron Bauchen et Gerhard Bauchen, Das Wrack : der antike Schiffsfund von Mahdia, Cologne, Rheinland Verlag, 1994 (ISBN 978-3-7927-1442-3).

### Filmographie
- Carnets de plongée, film de Jacques-Yves Cousteau et Marcel Ichac, 1948, présenté en compétition au Festival de Cannes 1951
- Le trésor de Mahdia : 2000 ans sous la mer, film de Marie-Chantal Aiello et Abderraek Hammami, 13 Production, Marseille, 1994 (24 minutes)
- Pêcheurs de trésors, film de Kay Siering et Marc Brasse, Spiegel TV Media, Hambourg, 2009 (52 minutes)